# Biserica reformată din Turdaș

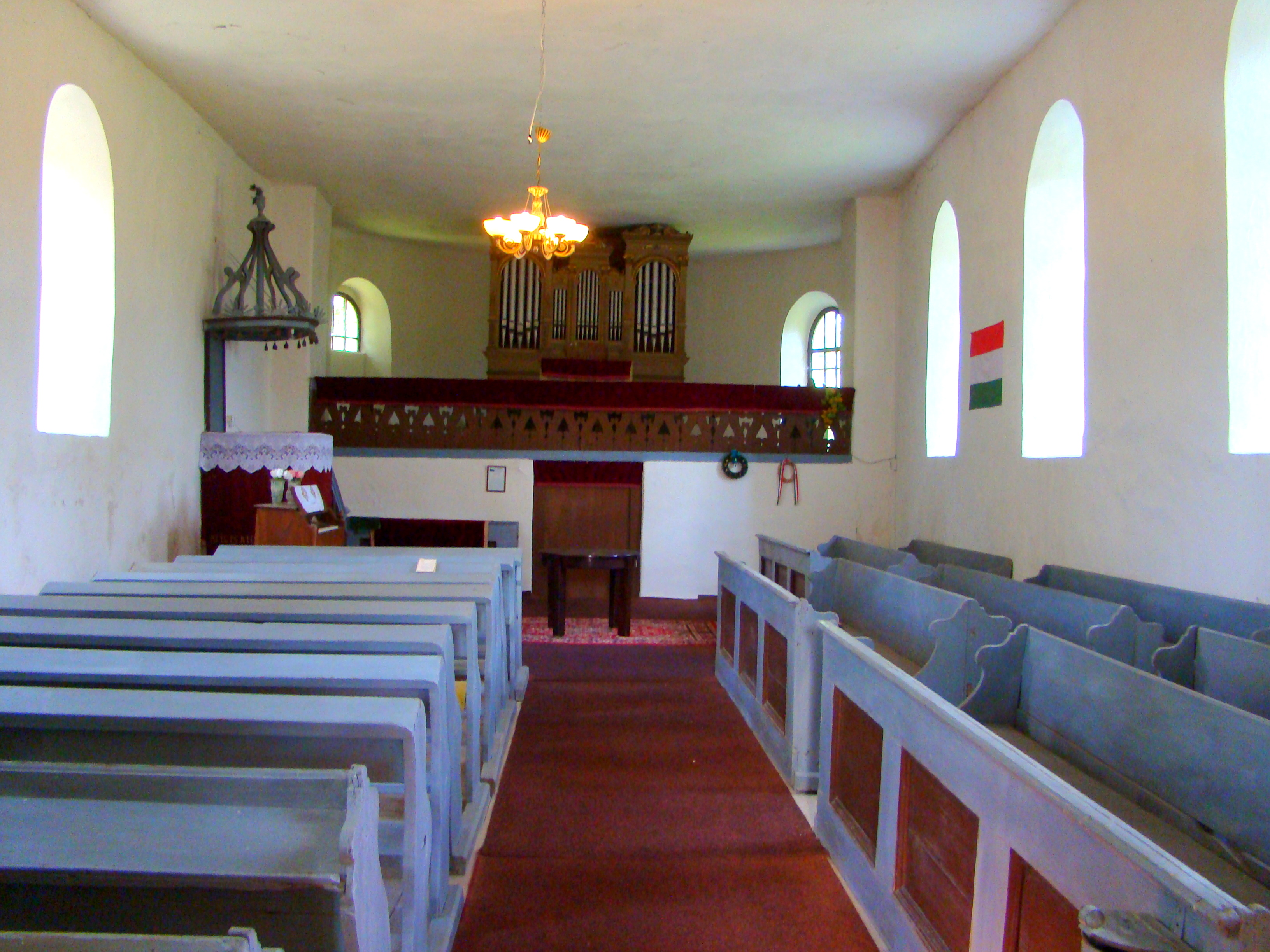
Interiorul navei

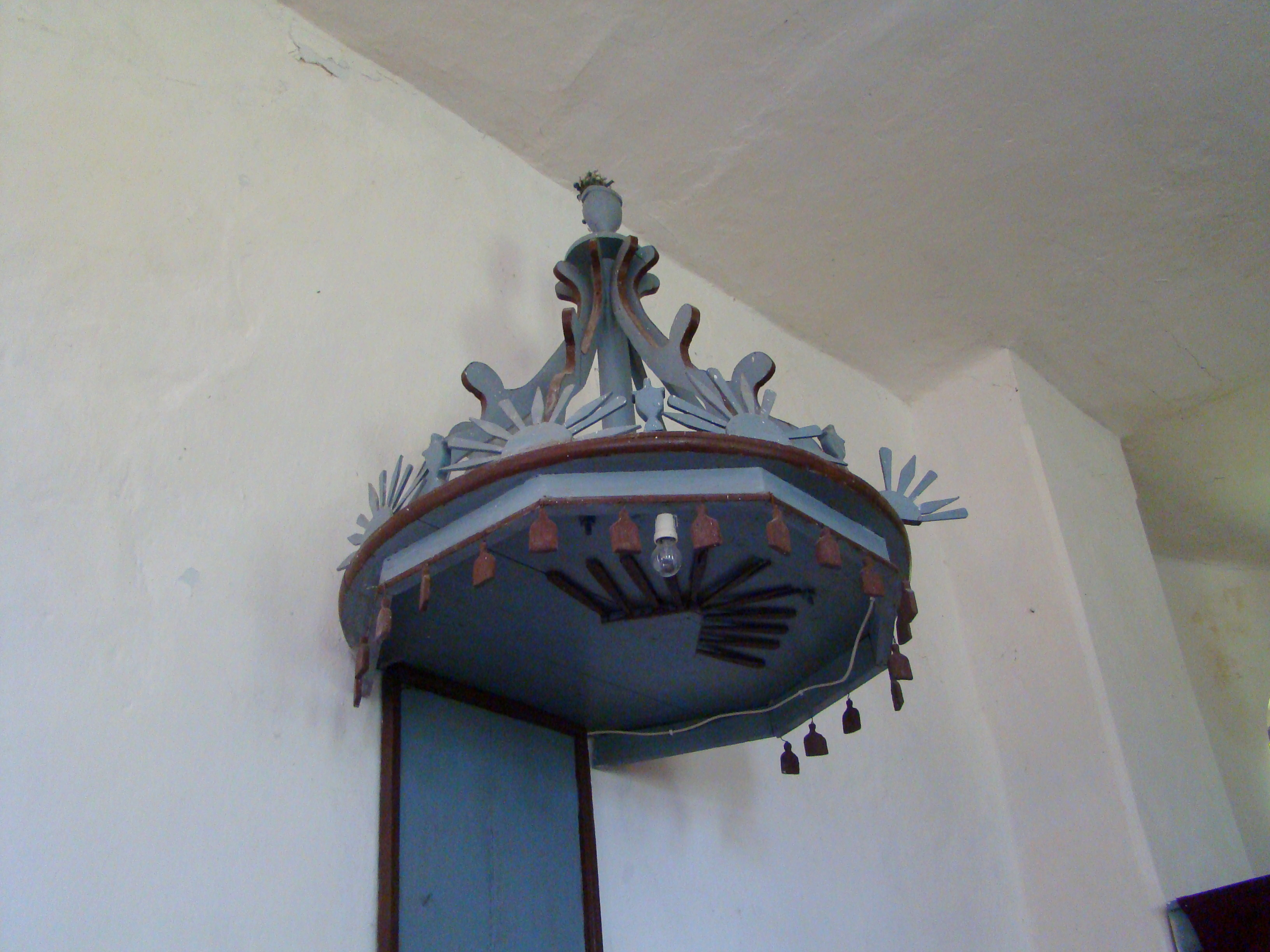
Coronamentul amvonului

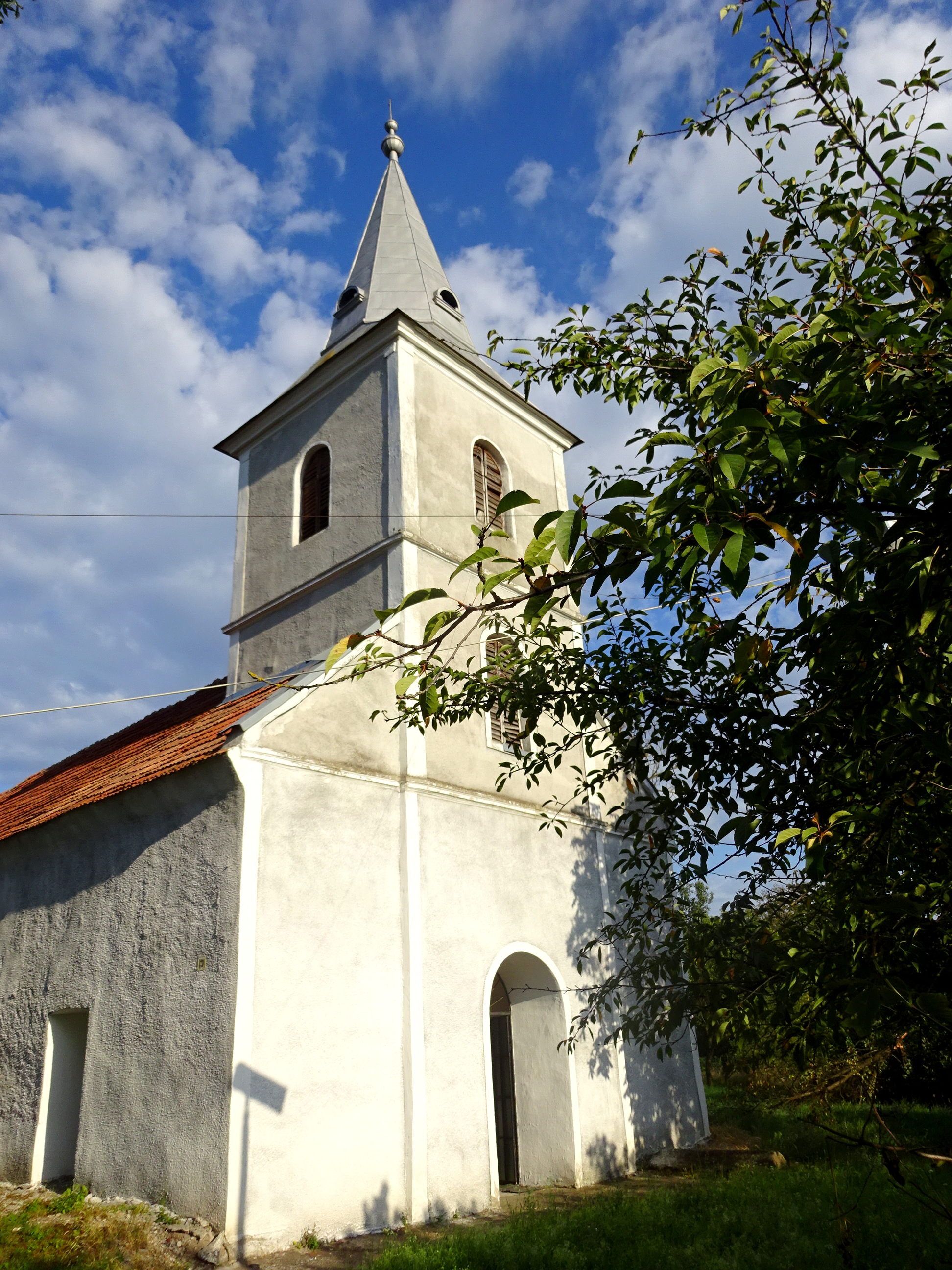
Biserica reformată din Turdaș (august 2024)

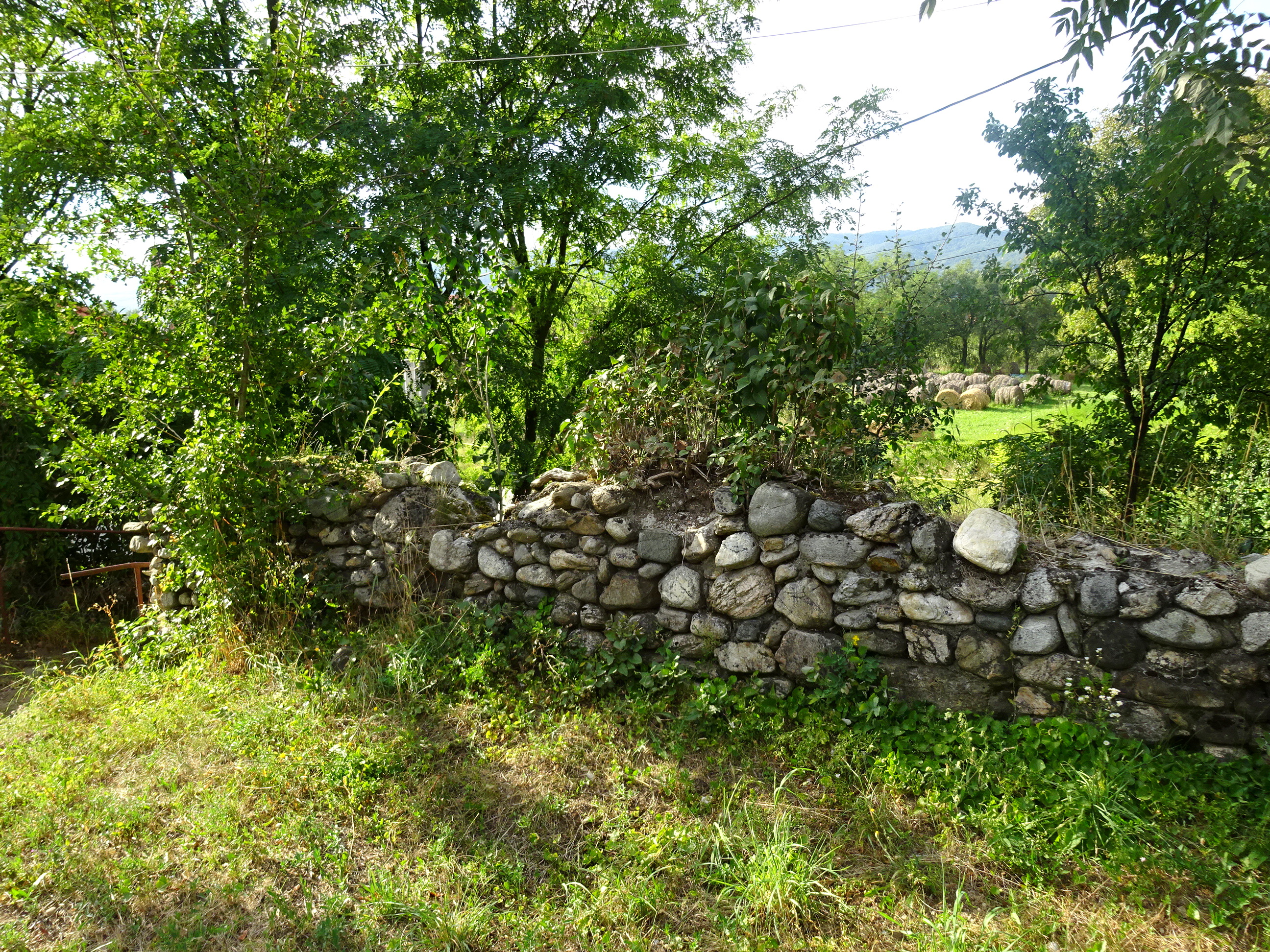
Zidul de incintă (monument istoric)

Biserica reformată din Turdaș este un ansamblu de monumente istorice aflat pe teritoriul satului Turdaș, comuna Turdaș, județul Hunedoara.
Ansamblul este format din următoarele monumente:
- Biserica reformată (cod LMI HD-II-m-B-00377.01)
- Zid de incintă (cod LMI HD-II-m-B-00377.02)

## Istoric
În satul Turdaș, atestat documentar în anul 1332, sub forma „Tordas”, există trei biserici de zid, de vechimi și de confesiuni diferite, mărturii vii ale frământărilor religioase trecute și prezente. Din perioada medievală datează doar lăcașul de cult aparținător obștii reformate, construit în secolul al XV-lea.
Este vehiculată și ipoteza că ar fi o biserică veche românească, răpită românilor de autoritățile maghiare la mijlocul secolului al XVII-lea. Principalul argument: pe filele unui Triod slavon (Târgoviște, 1649), ce făcea parte, la începutul secolului trecut, din zestrea de carte a bisericii greco-catolice din Turdaș, erau consemnate, la paginile 77-96, următoarele: „Să se știe cum la anul 1582 de la Christos, biserica de la Turdaș din Cóstă, care încă de la daci rămase Romanilor, au fost su[b] stăpânirea Episcopului Alexă Tordaș, împreună cu toate pământurile dela câmp. Dându-se apoi dintre noi dintre rumâni Calvini: Ion Baldea, cui i s-au dat apoi nume unguresc Satmari Janos, Dumitru Jelendințan, care după aceea s-au numit Loszardi Demeter, Gruia Pătru, care cu acest nume au și rămas, și Căpruța Adam, ce s-au numit Kapronczai Adam, împreună cu femeile lor și cu copii, cu numărul 26 de suflete, craiul Ardealului, Măria Sa Giorge Racoți, la anul 1652 ni-au luat bisărica cu pământurile de la câmp dimpreună și au dat Calvinilor ce se numiră mai sus, pentru cari multă vrajbă am avut cu ei, ci neputând prididi, am fost siliți a ne face altă biserică și aceea de nuele, care am lipit-o cu pământ și am văruit-o. În Turdaș, mesița Cirișeri la anu 1655. Grigorie Vlad (m. p.) paroch Turdaș. Darabant Lazăr (m. p.) ... Baldea Alicsandru, Toader On, Lula Adam, Toader I., Muntean Pătru, Roman Dumitru, Titorii bisericii”. Analizând unele inadvertențe de ordin istorico-literar, cercetătoarea Ana Dumitran detașează însă cele două fenomene, anume calvinizarea și maghiarizarea, punând la îndoială însăși veridicitatea conținutului însemnării.
Marele istoric Nicolae Iorga transmitea informația că în anul 1848 românii ortodocși „au luat biserica îndărăt, cu pompă mare și sobor de zece preoți”, dar au fost siliți curând să o înapoieze celor aproximativ „douăzeci de familii maghiare, deprinse și ele a vorbi românește”.
Într-o scrisoare adresată de episcopul Andrei Șaguna protopopului Nicolae Popovici al Orăștiei (1838-1895) în anul 1850 se arăta că, „în vremea Revoluției, din frică, [reformații] au spus că vreau la legea noastră să trăiască și acum, restabilindu-se pacea legii, vreau să rămână în calvinismul lor, să-și primească biserica și moșiile lor”.
Pentru cercetarea și soluționarea diferendului s-a constituit, la 20 martie 1850, o comisie mixtă; într-o epistolă contemporană, adresată de preotul unit Nicolae Sentivani (1827-1856) protopopului greco-catolic Nicolae Sanciali (1801-1852), se arăta că au fost trimiși „din partea civilă, de comisar, domnul jude primar și regesc Kirchner Friedrich, [iar] de partea ecleziastică aflându-se trei religii: religia unită, religia disunită și religia reformată [...], din partea disuniților fiind rânduit domnul Nicolae Crainic, protopopul Dobrii, de partea unită te cerem și te poftim pe Preonoratul Domnia Ta, iar din partea reformată un preot reformat, propus de domnul Kirchner.”
În urma anchetei, „biserica maghiară din Turdaș, care pe dreptate fiind in de ab antiquo a noastră [a românilor n.n.], am recuperat-o, și care numai principele Transilvaniei George Racozi au luat-o de la mai marii noștri împotriva constituțiunilor Transilvaniei”, a fost retrocedată calvinilor.
În prezent, datorită numărului redus de enoriași, majoritatea în vârstă, stării destul de avansate de degradare a bisericii și lipsei unei surse de încălzire, serviciile religioase se țin la o casă de rugăciune.

## Trăsături
Zidurile de piatră ale lăcașului, groase de circa un metru, înscriu planul dreptunghiular, cu absida semicirculară nedecroșată. Un turn-clopotniță masiv, cu o fleșă zveltă, învelită în tablă, a fost ridicat deasupra intrării apusene; cealaltă intrare a fost practicată în peretele sudic al navei. La acoperișul propriu-zis s-a folosit țigla. Edificiul, de mari dimensiuni, nu posedă la interior urme ale vreunui vechi decor pictural. Nici tâmpla, specifică lăcașurilor de cult ortodoxe, nu se regăsește. Hramul bisericii ar fi putut fi „Pogorârea Duhului Sfânt”, preluat apoi de lăcașul de cult ridicat în anul 1774, aflat actualmente în posesia obștii unite.

## Imagini din exterior

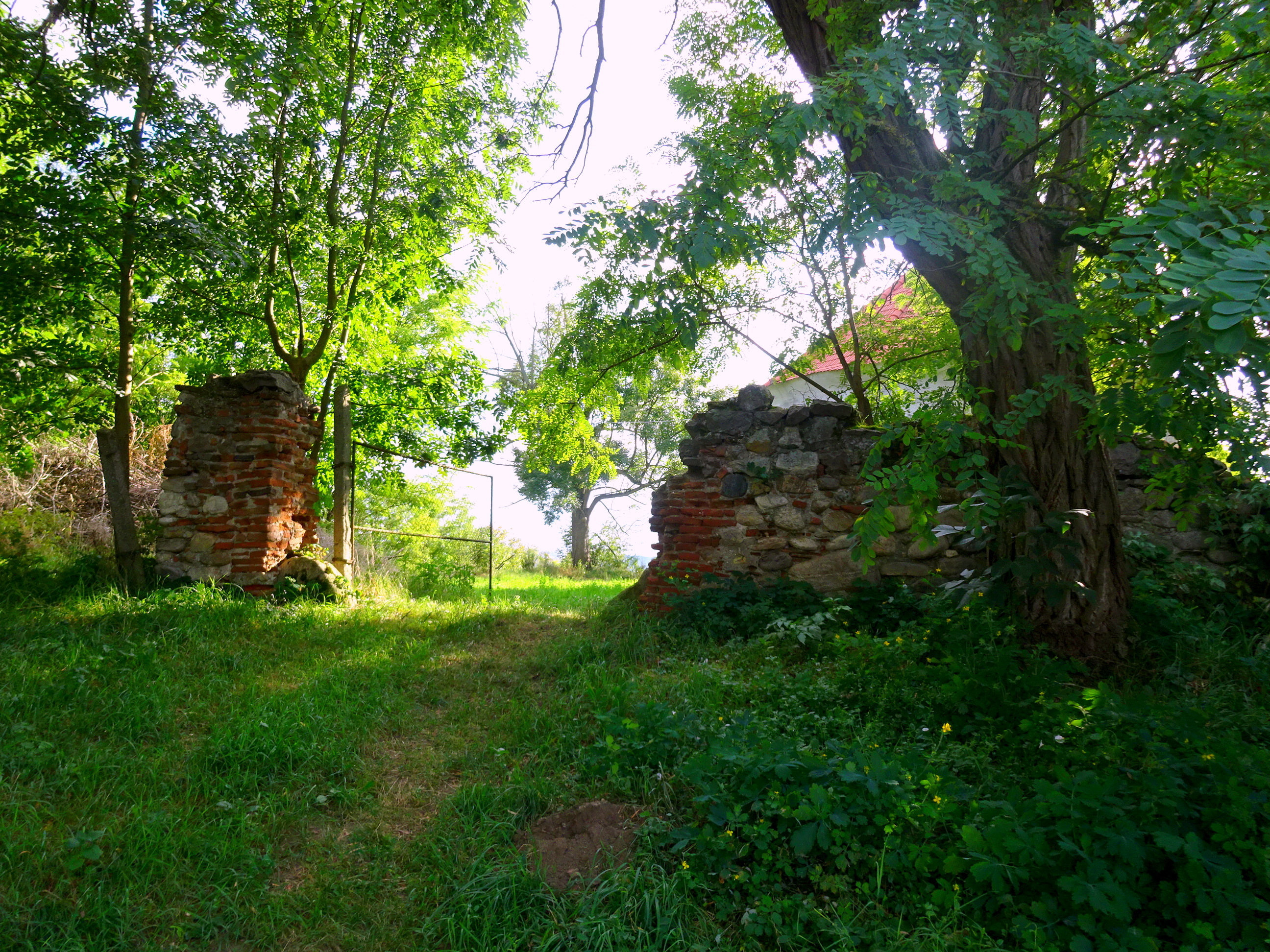
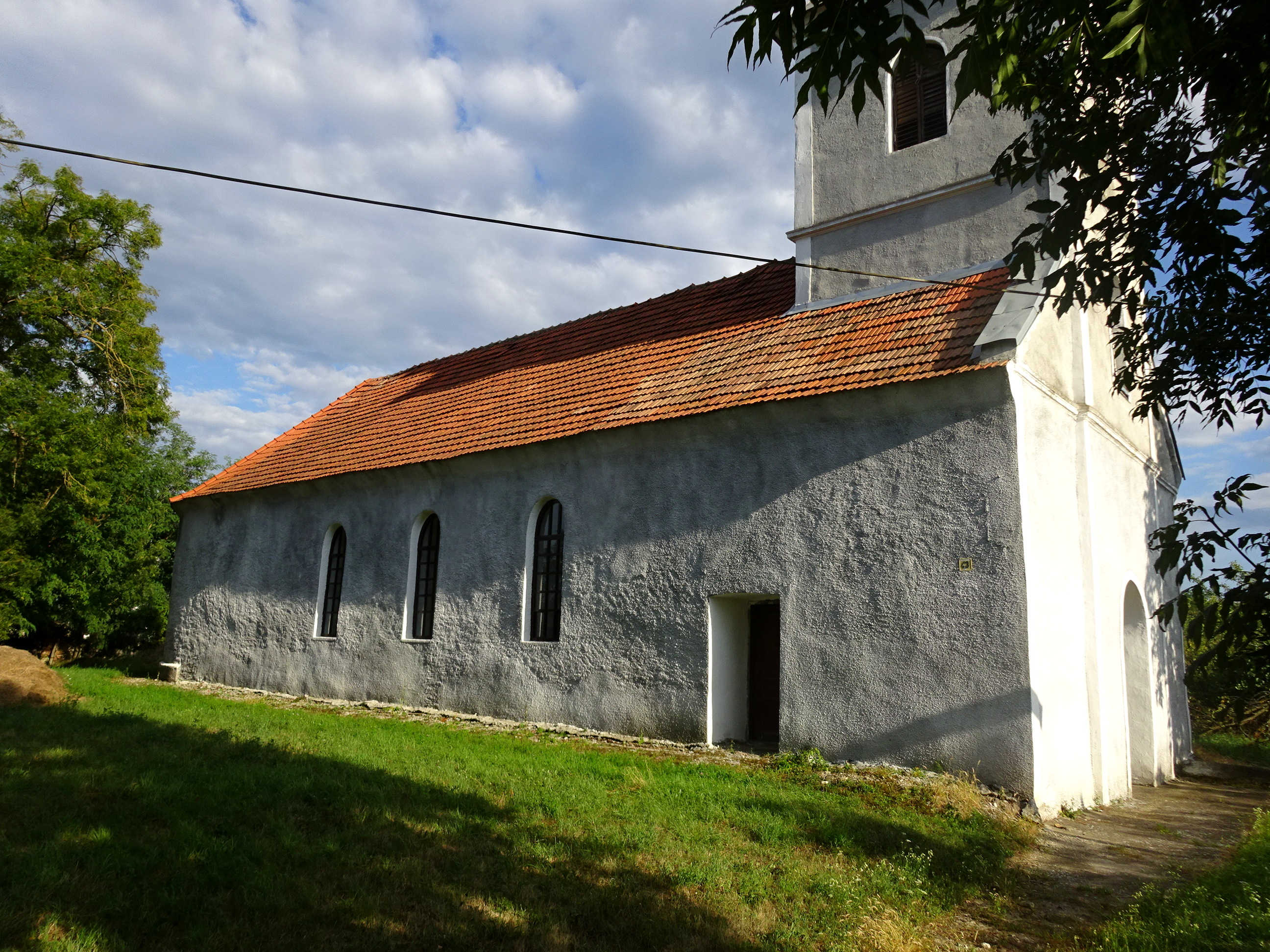
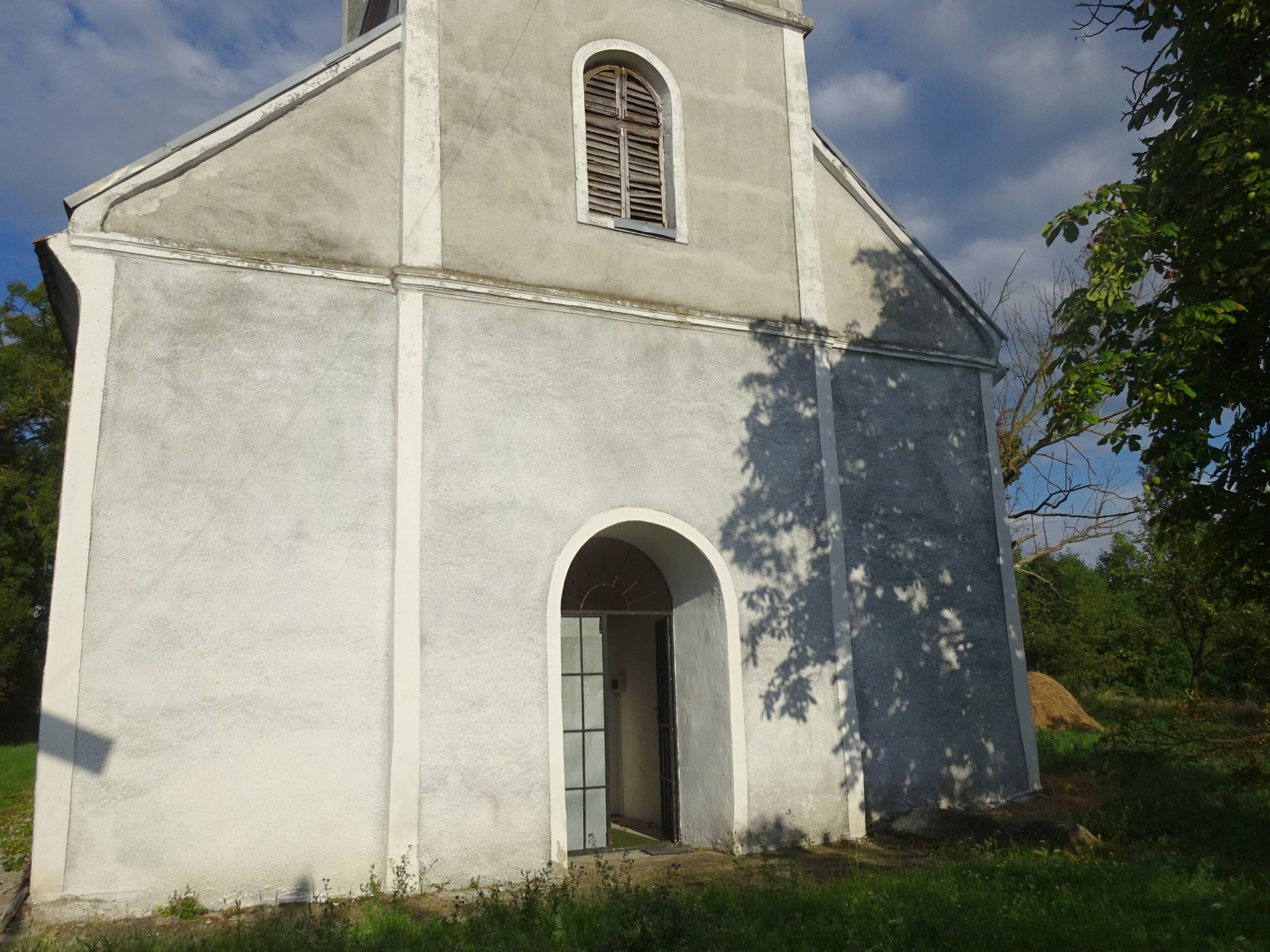
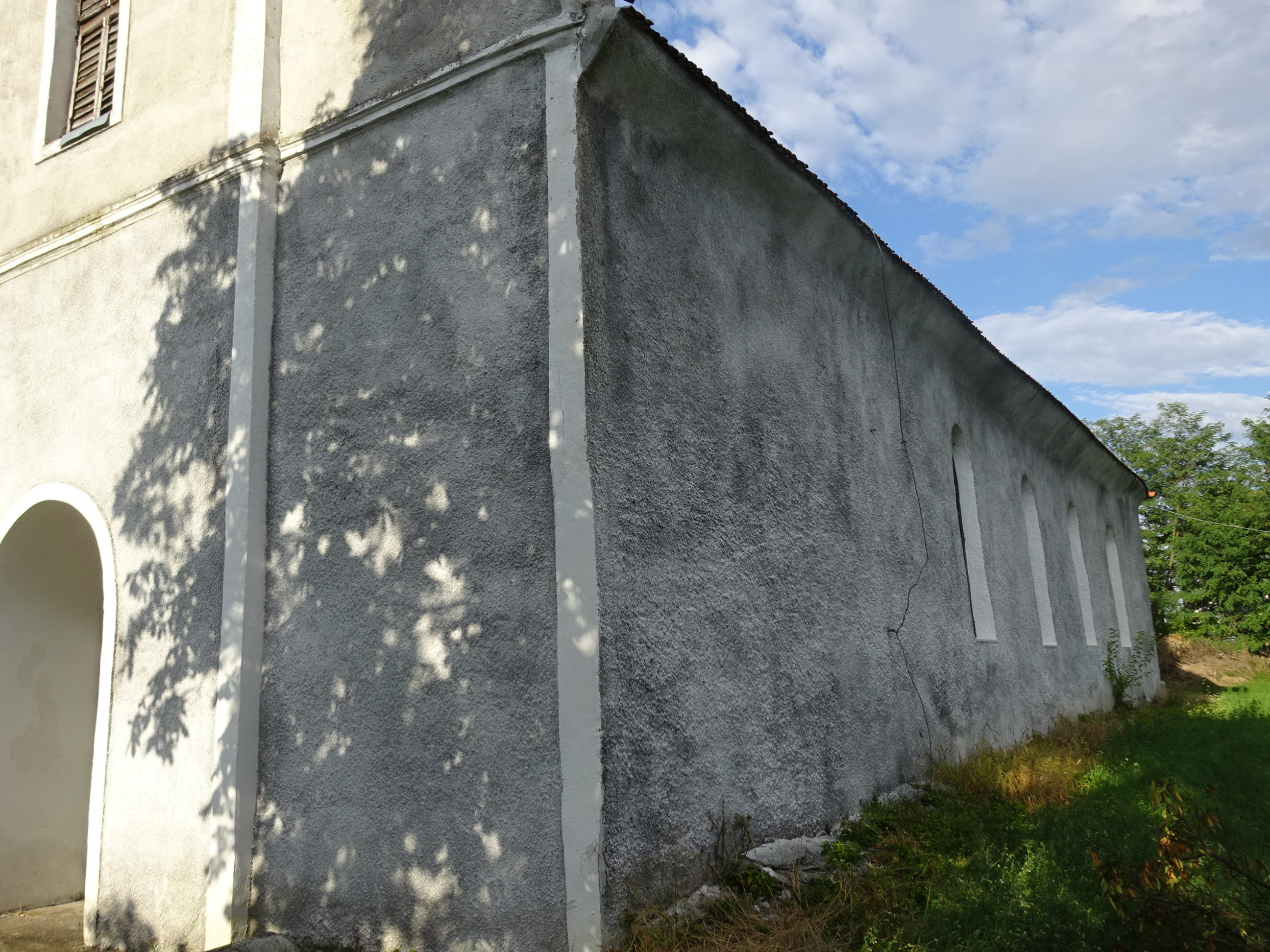
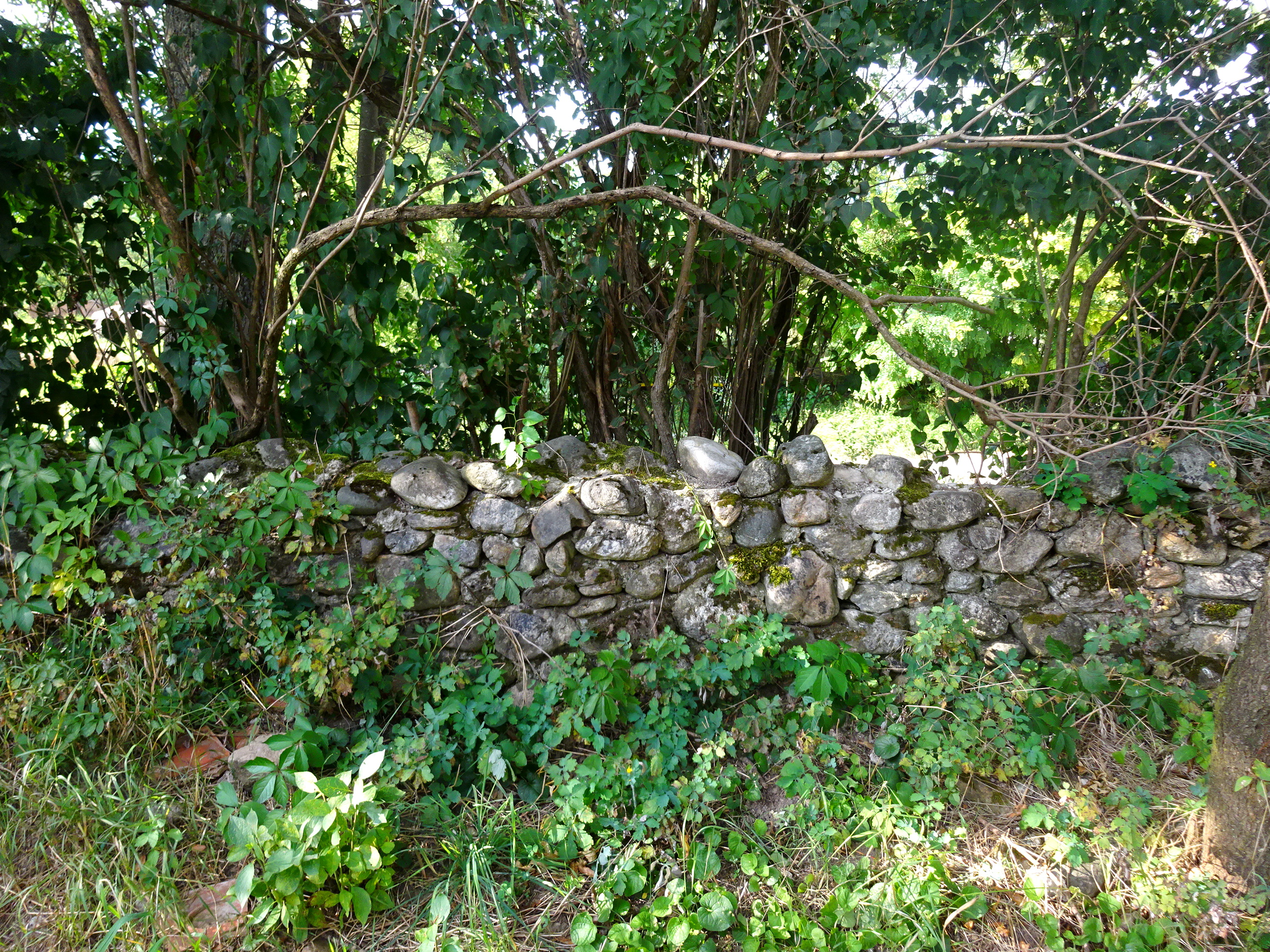
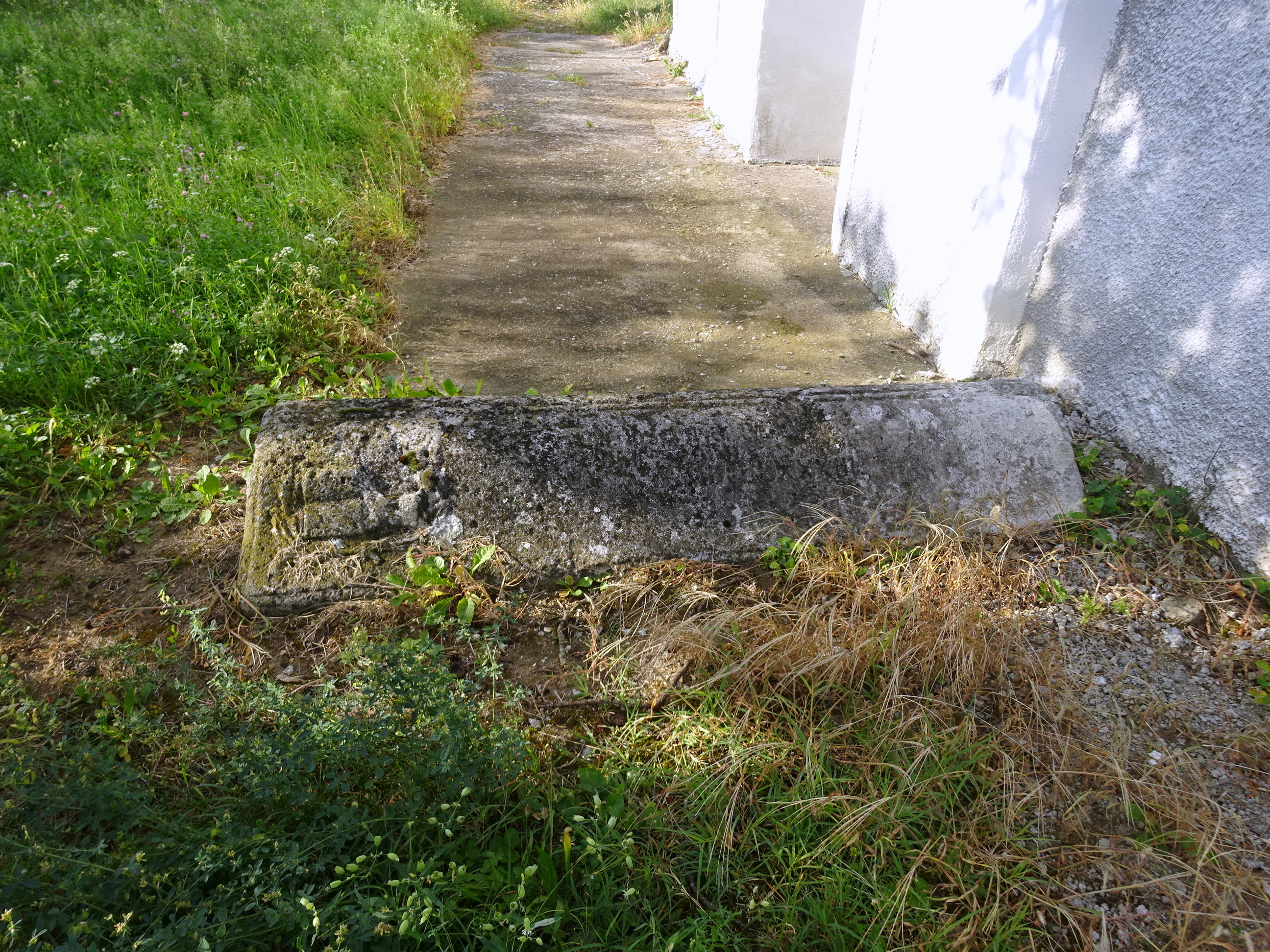
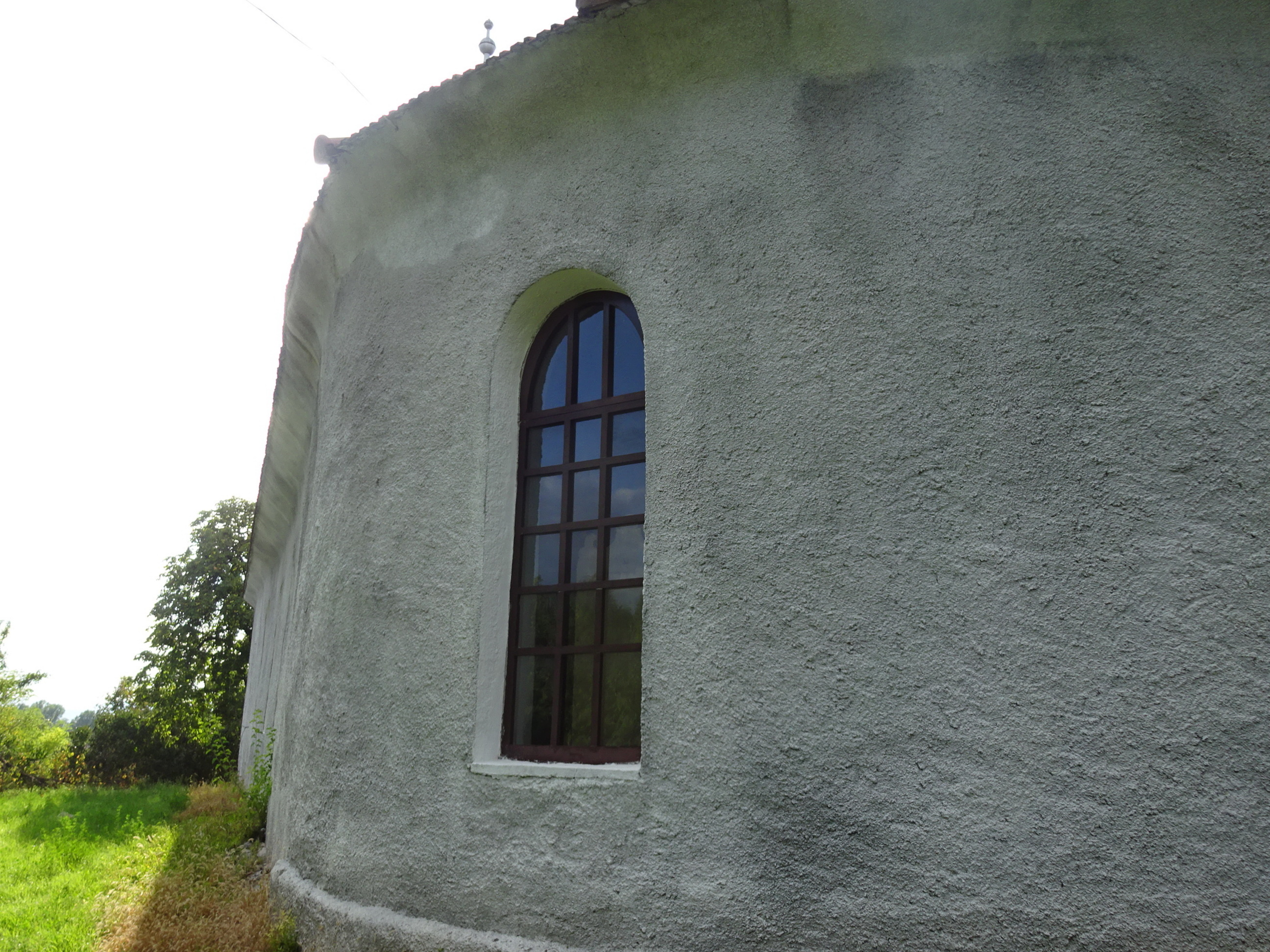
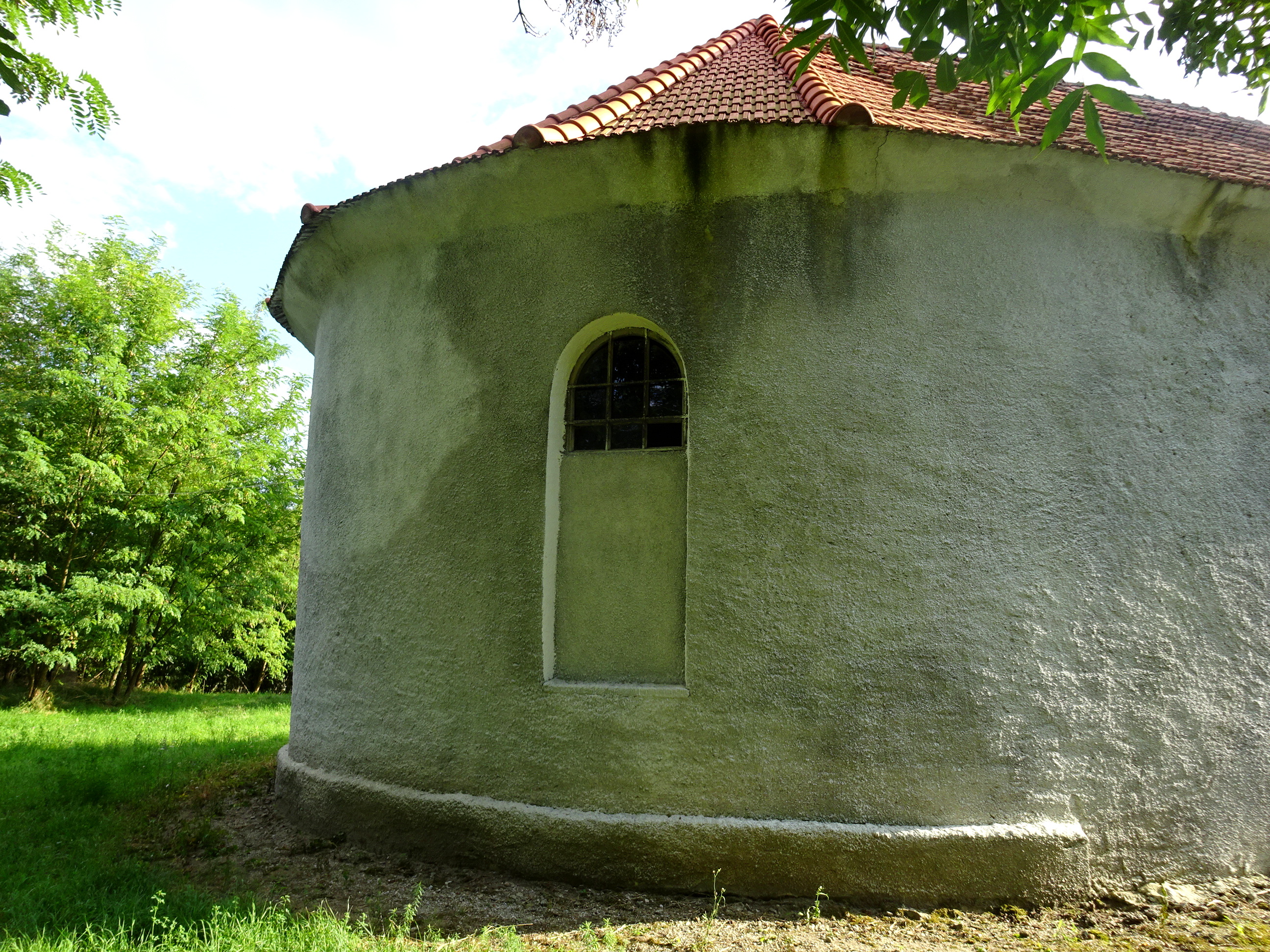
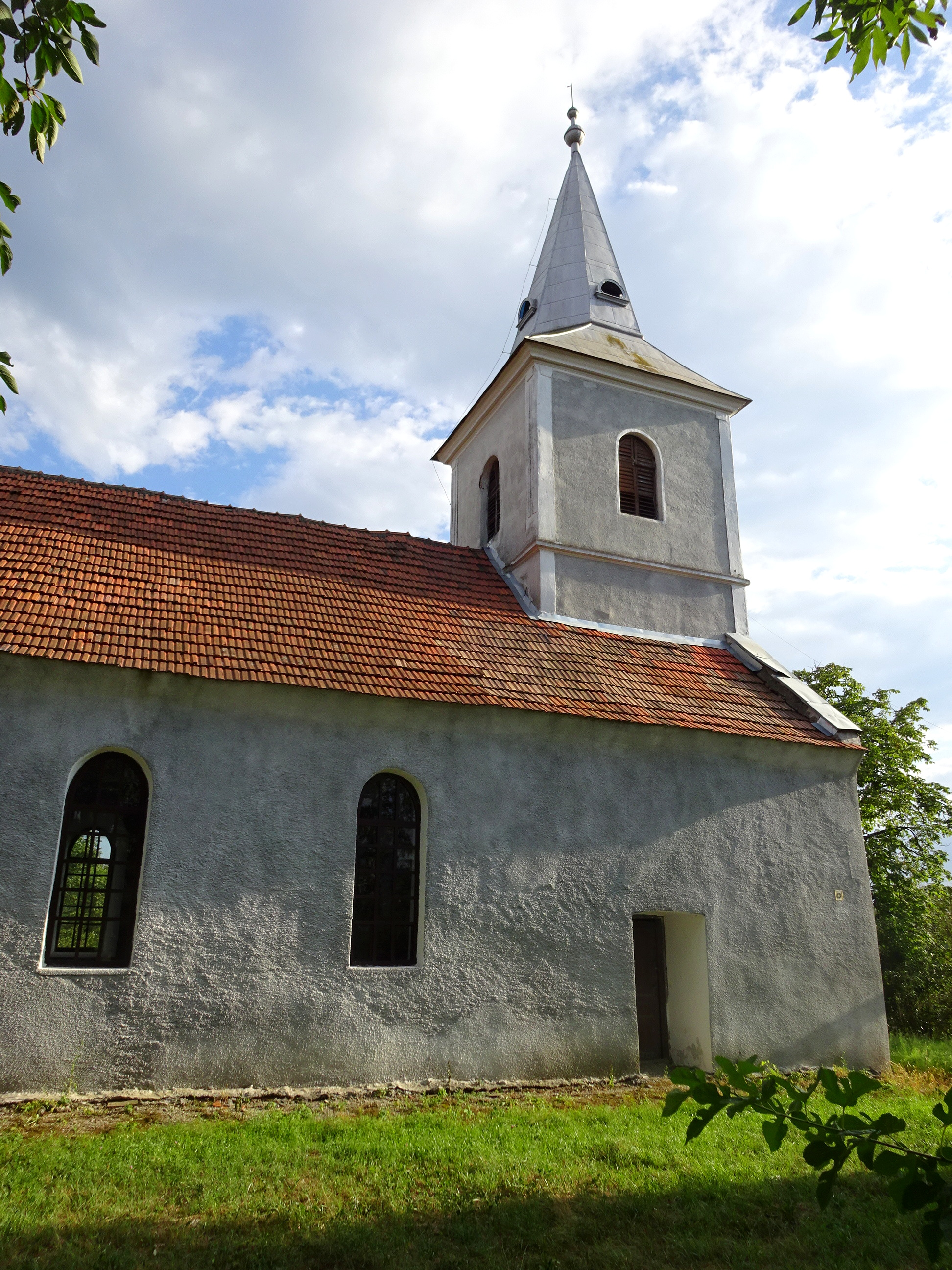
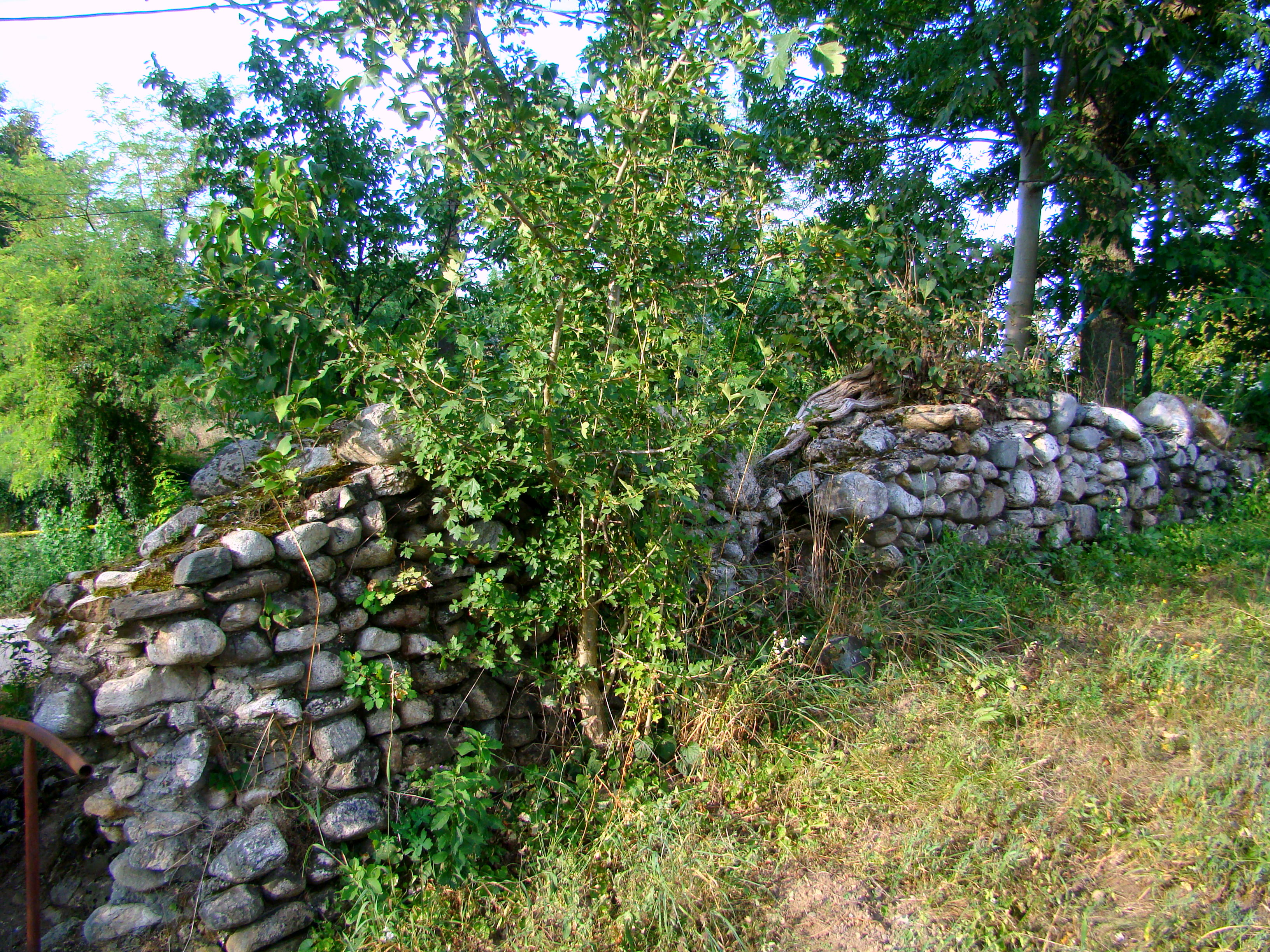
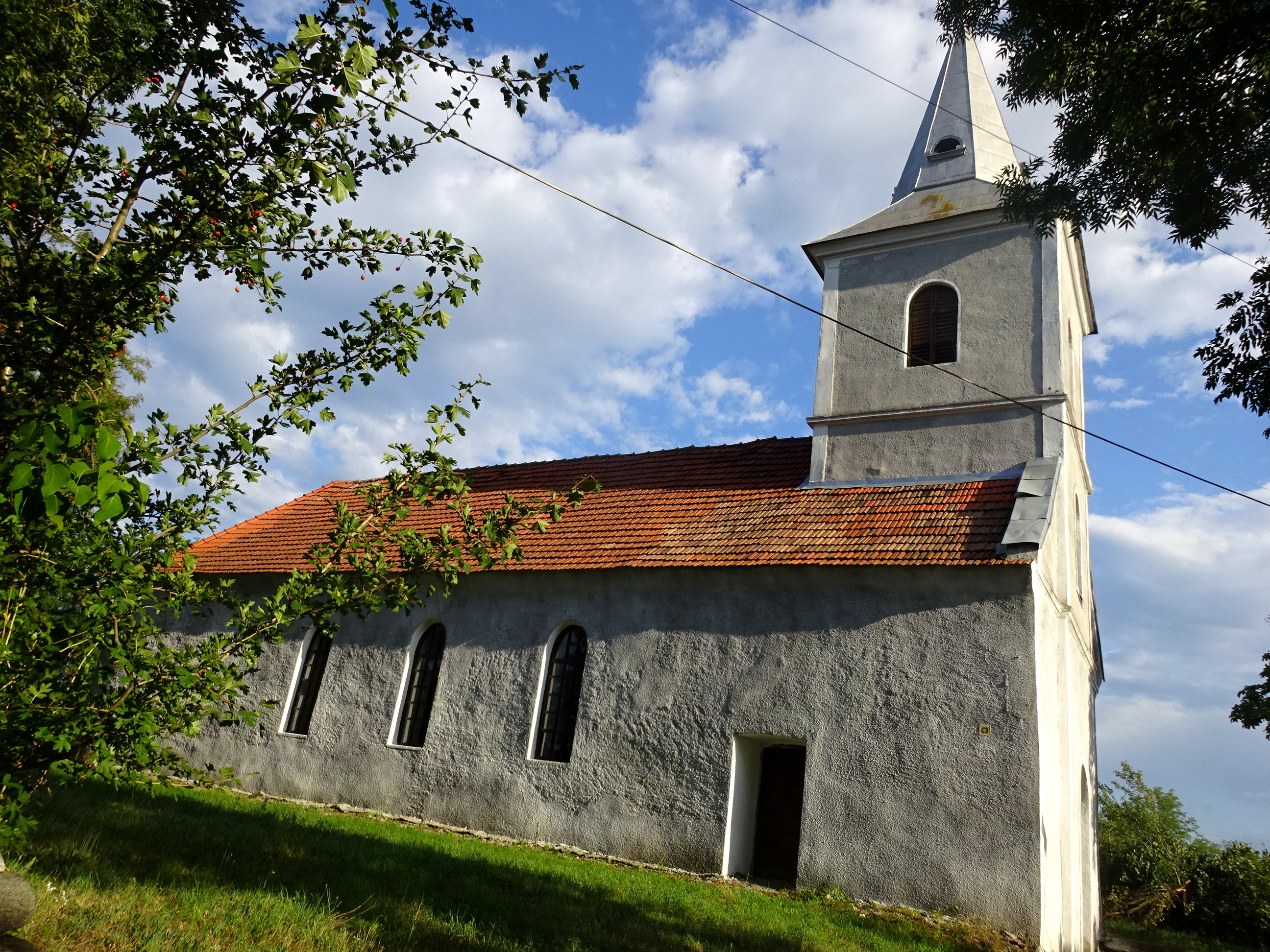
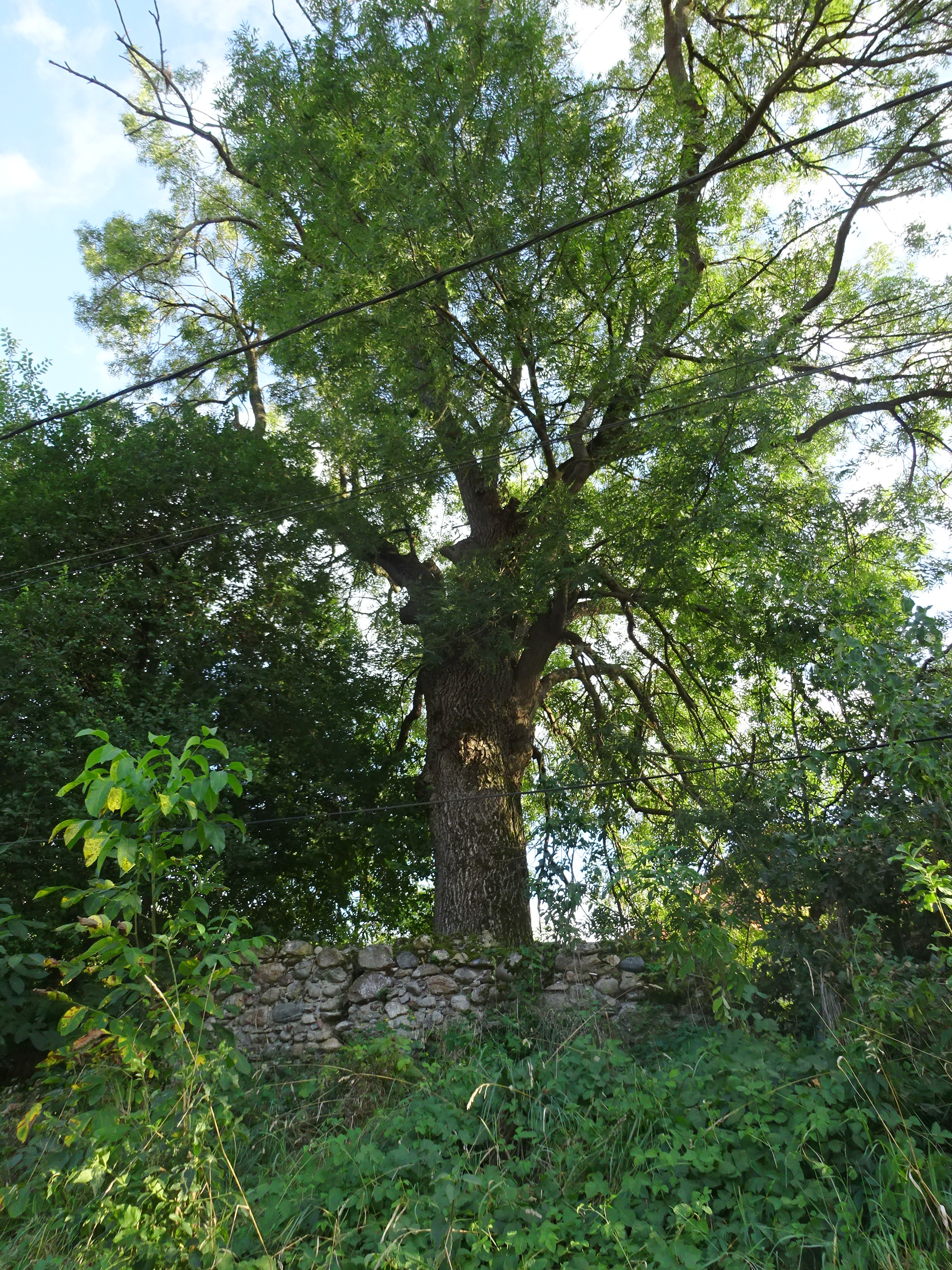
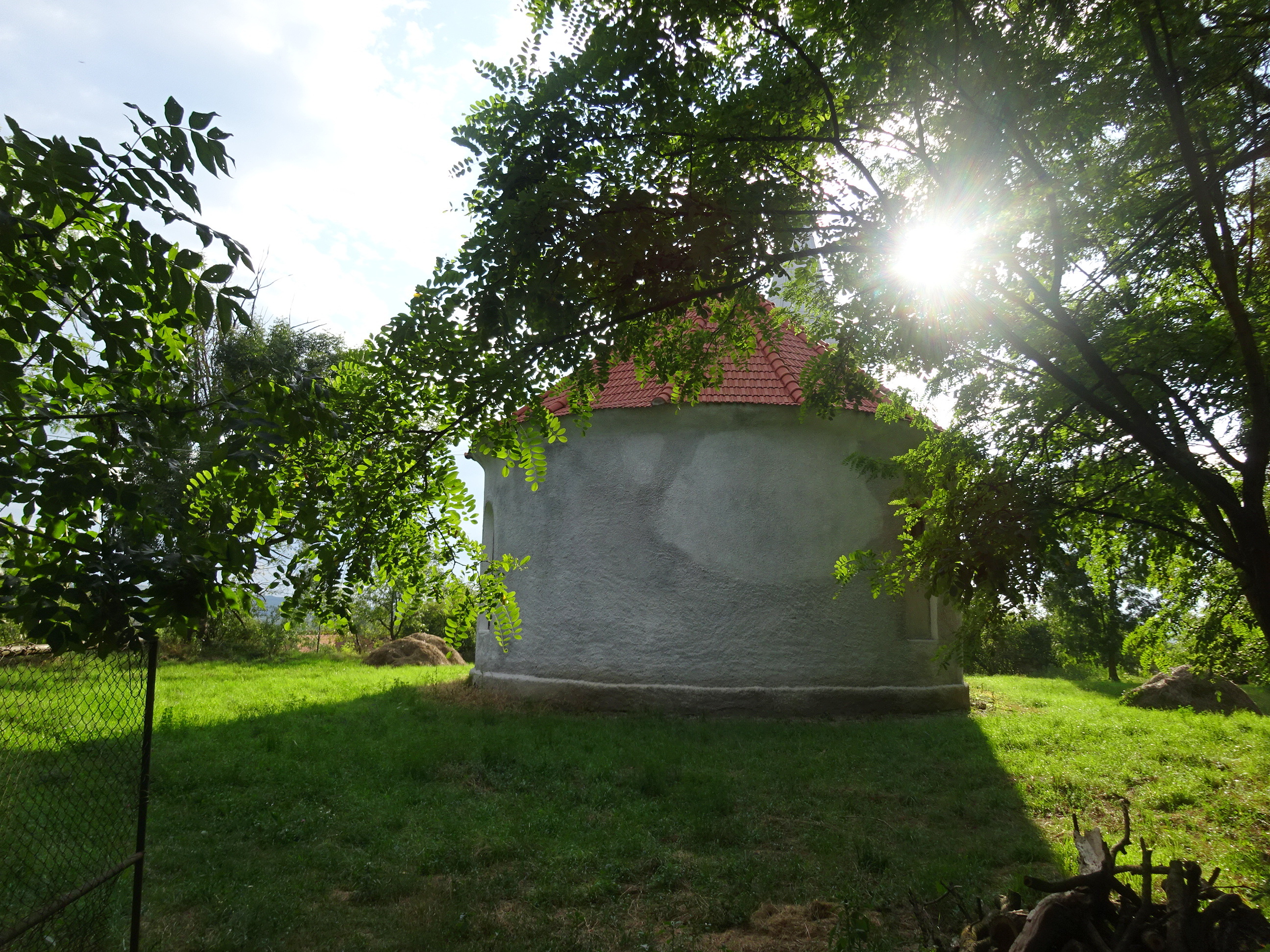
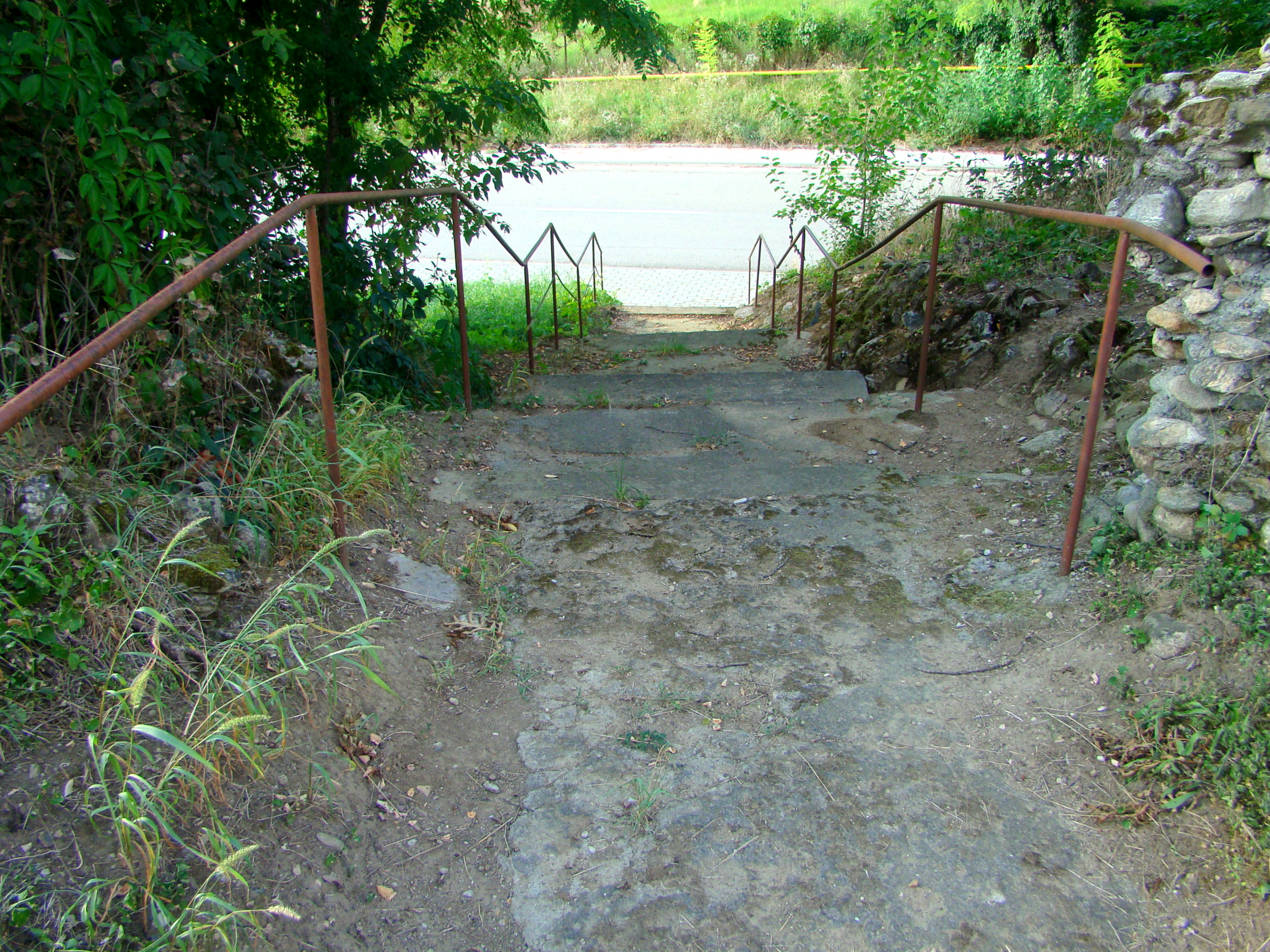

## Imagini din interior

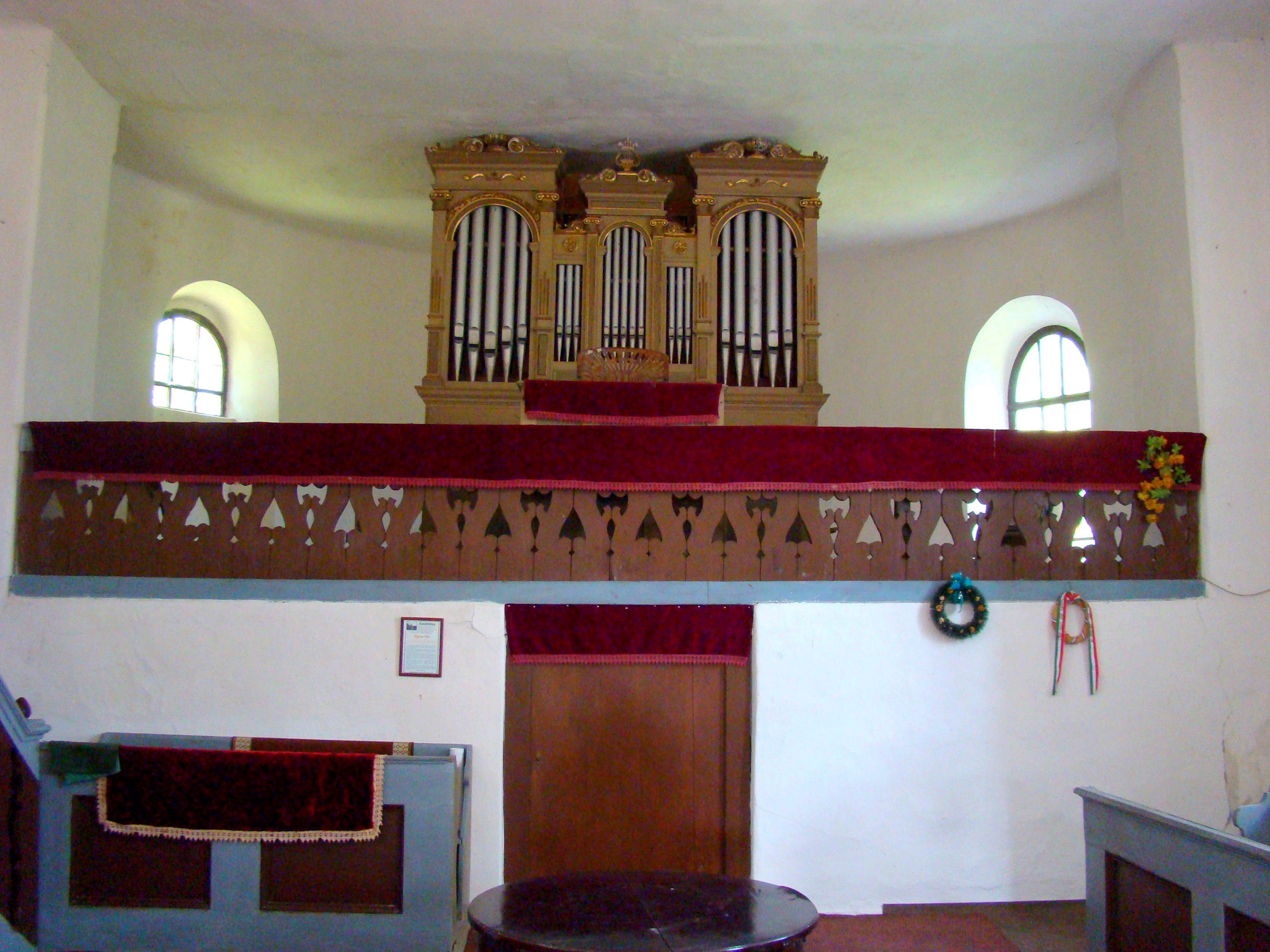
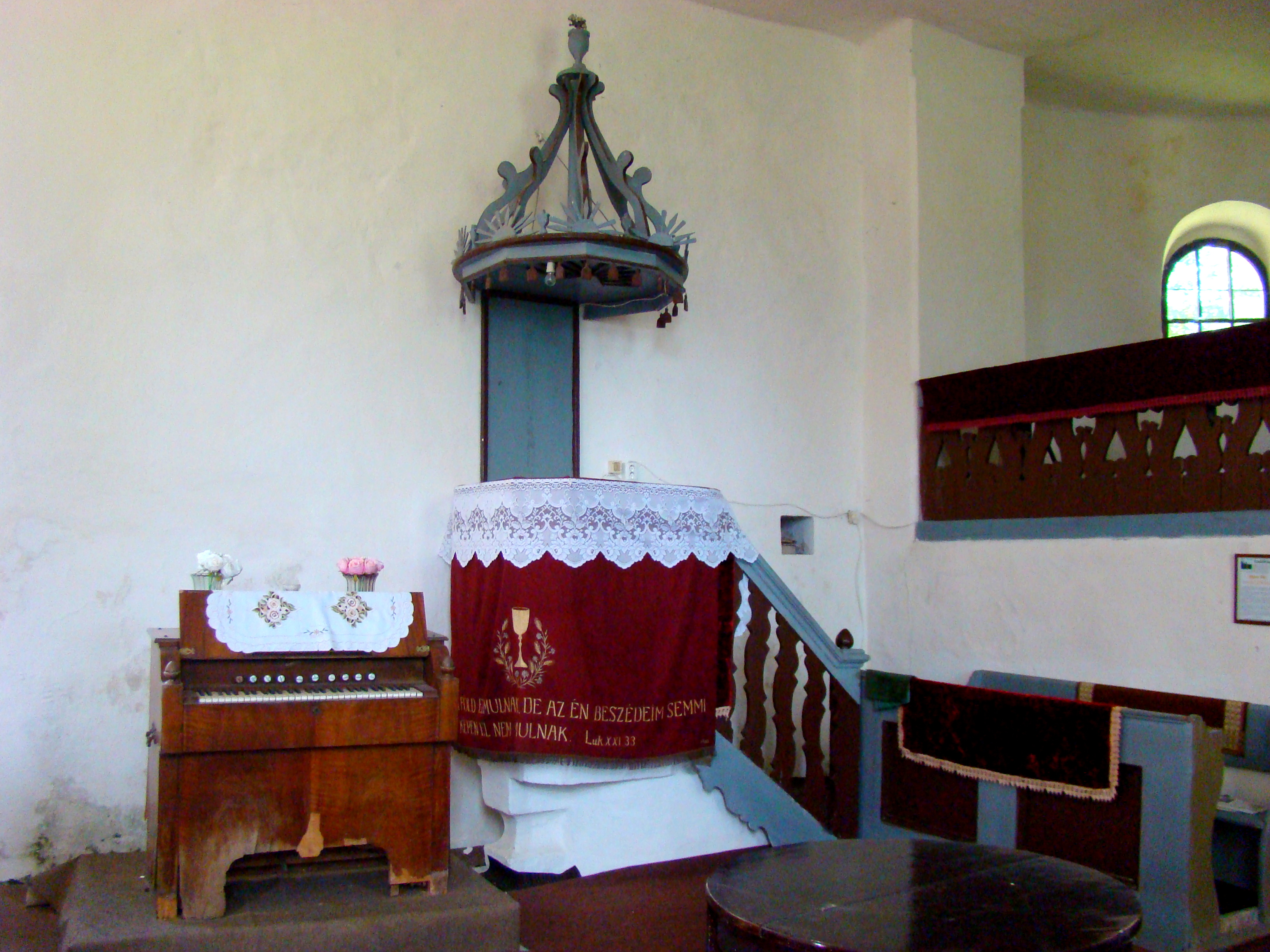
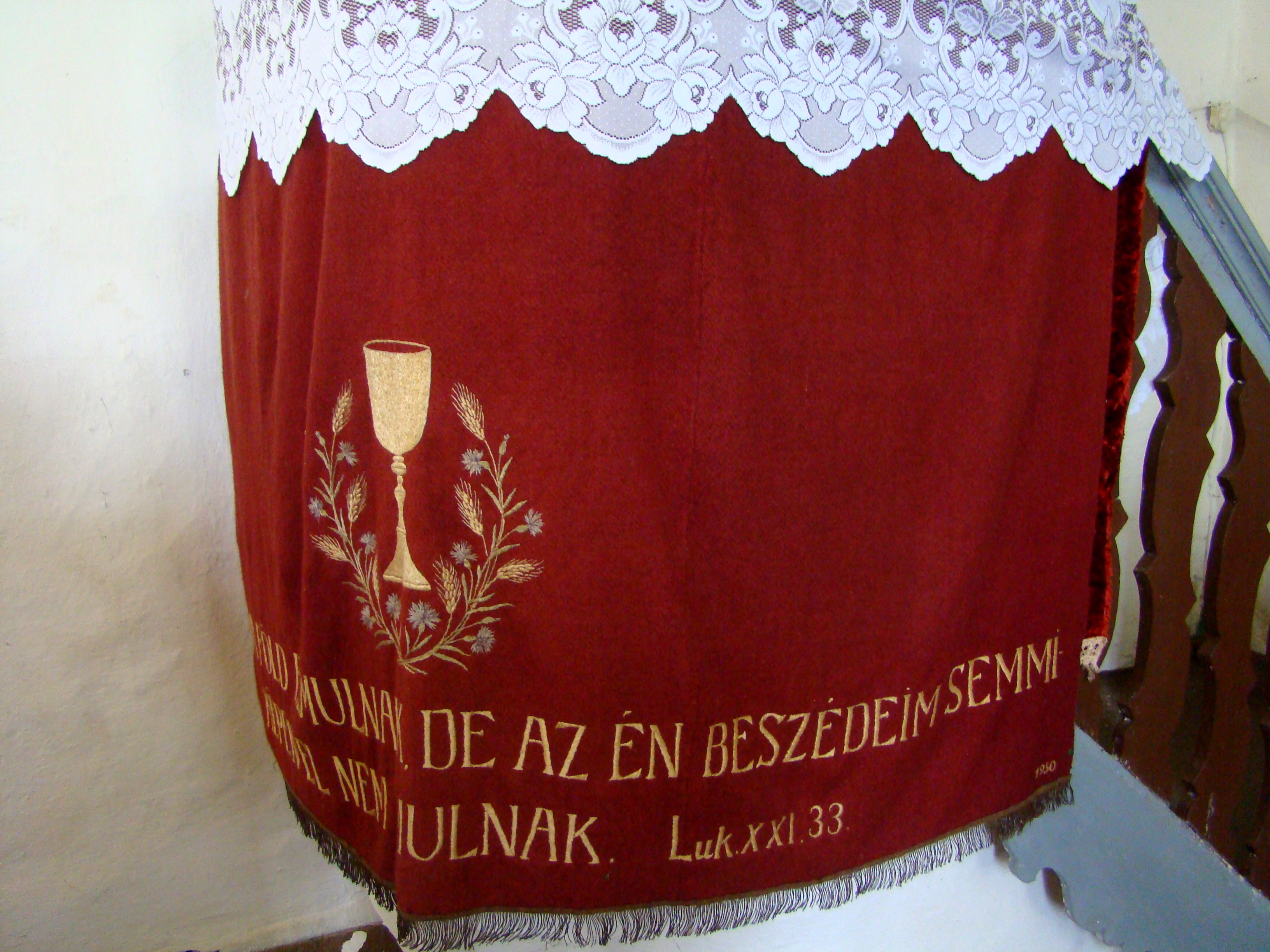
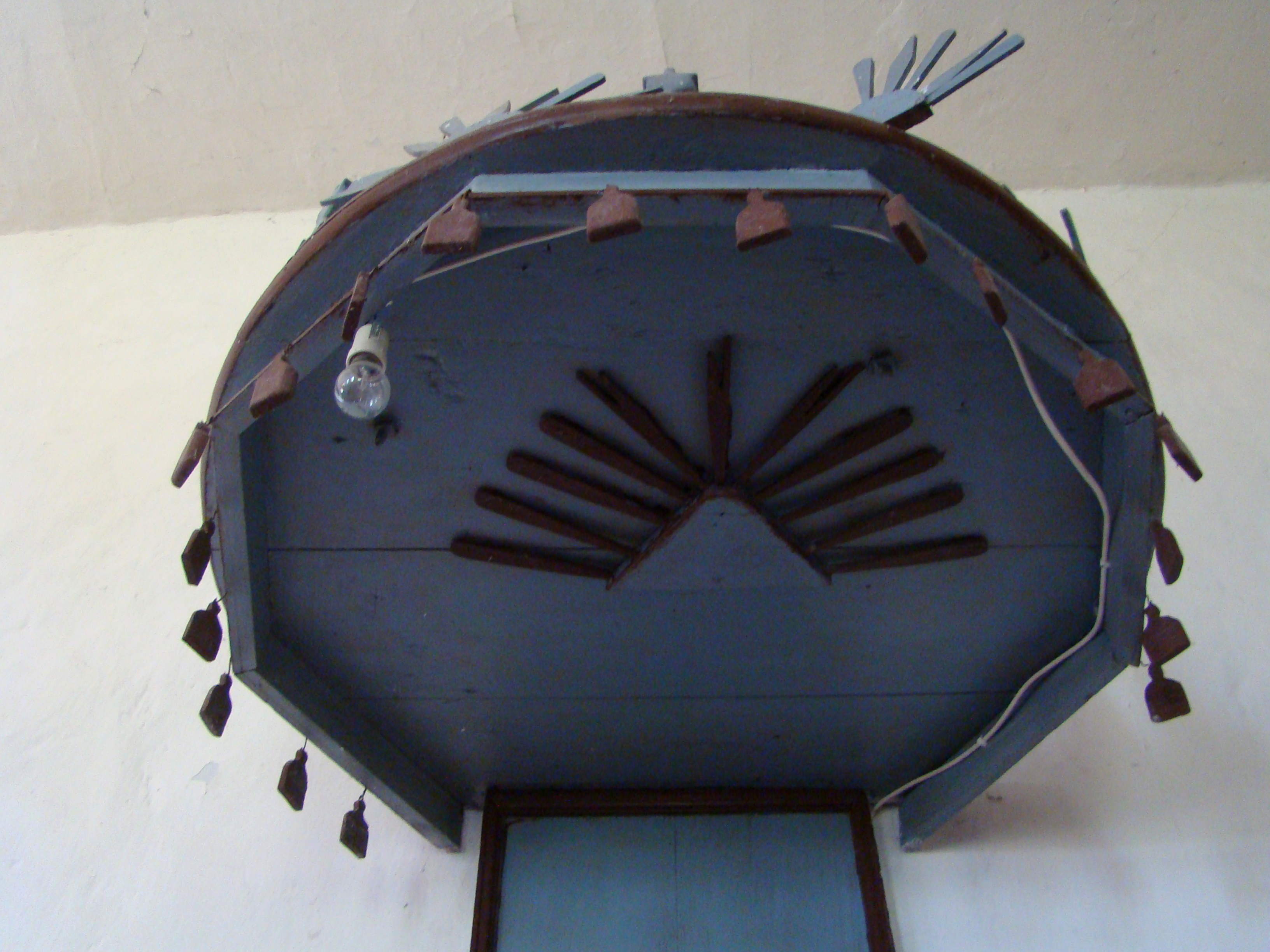
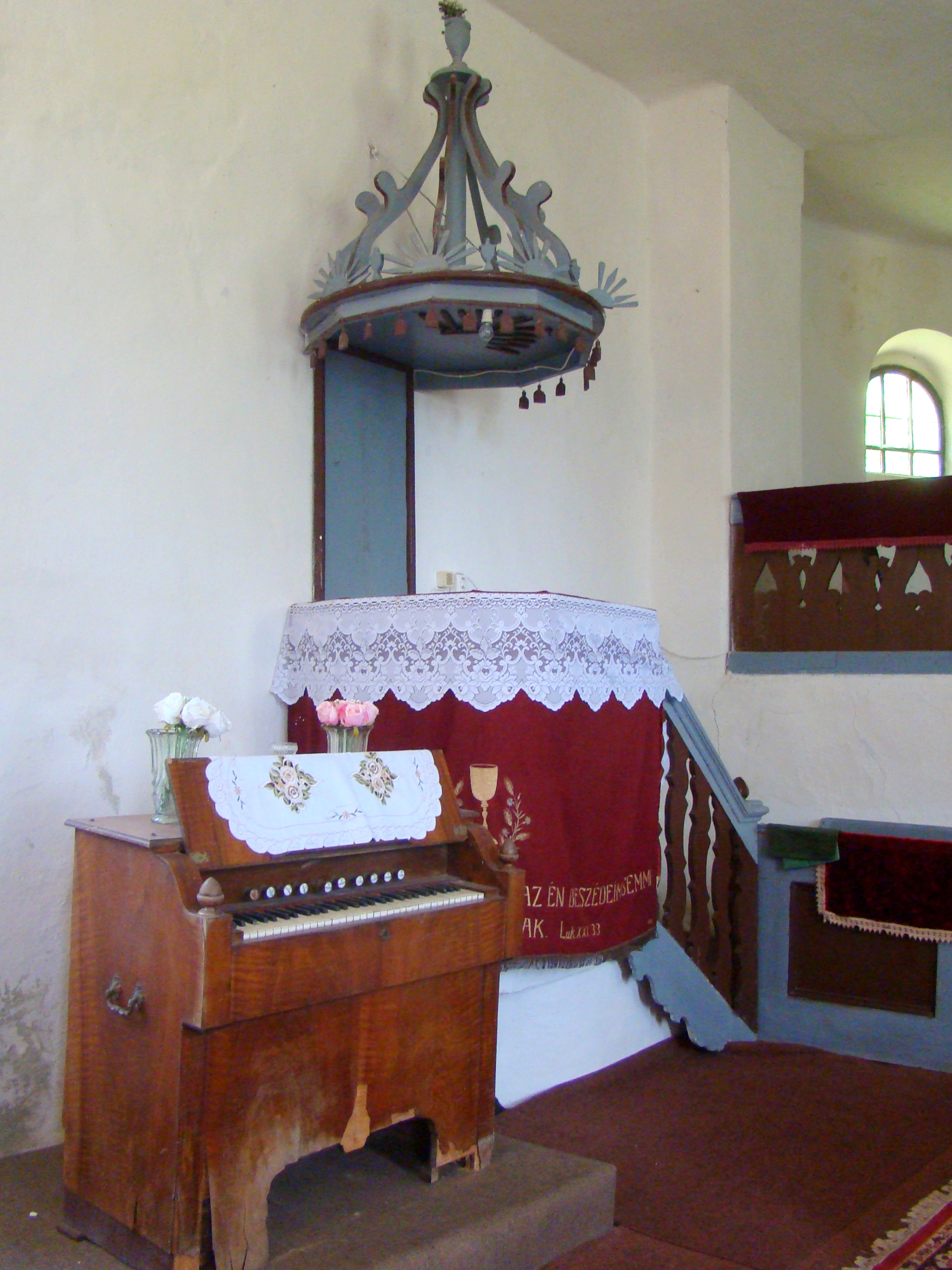
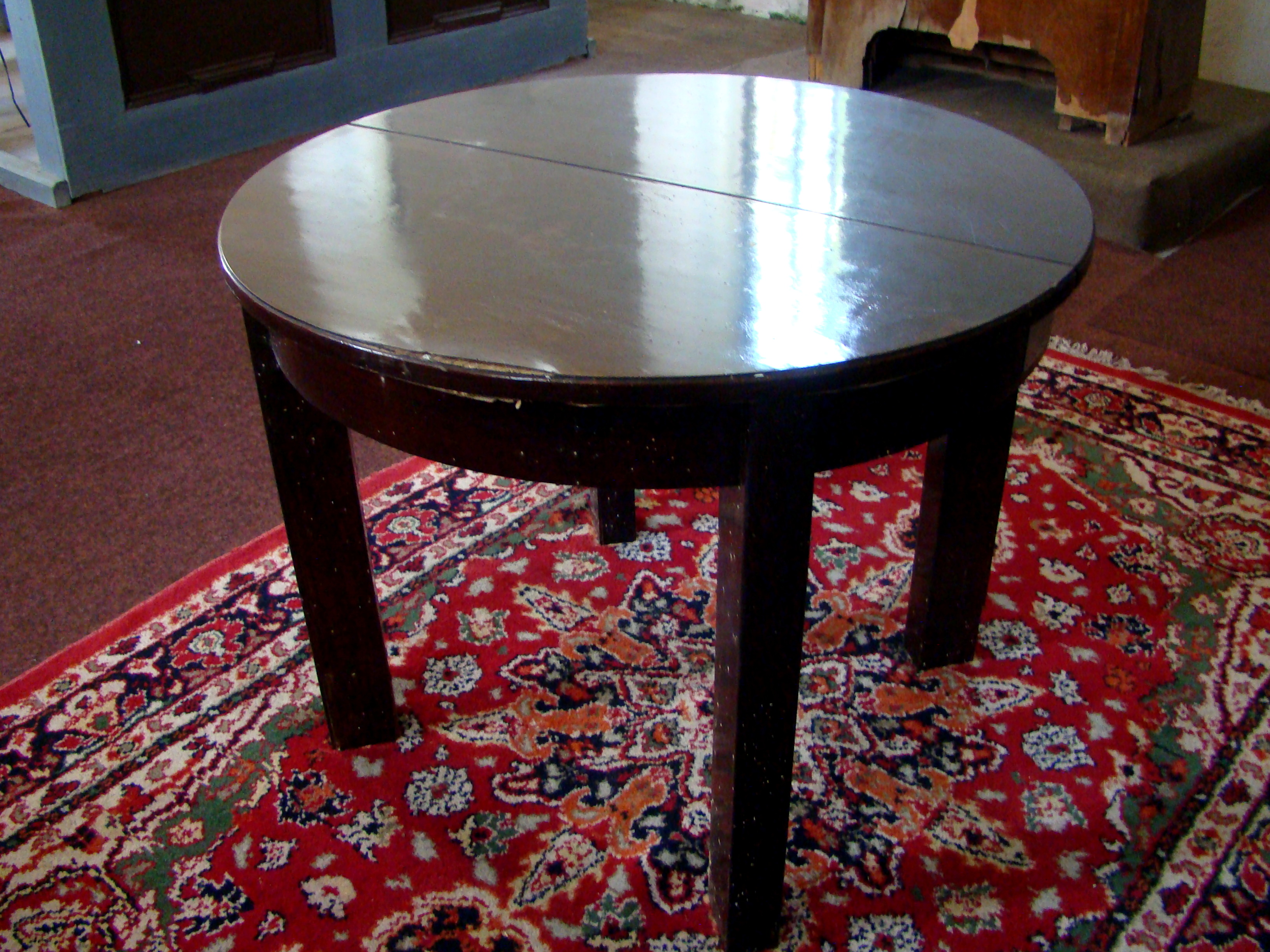
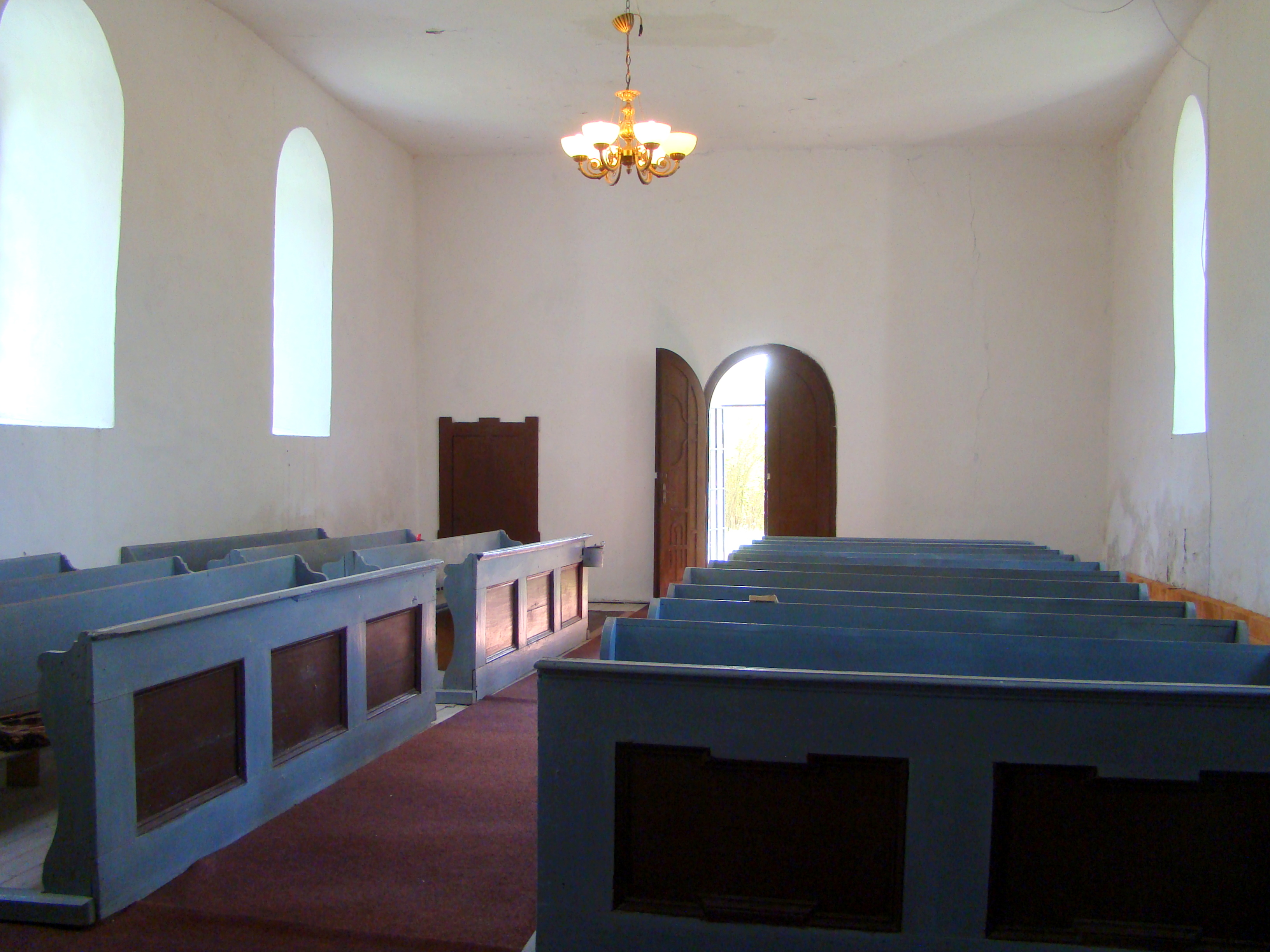
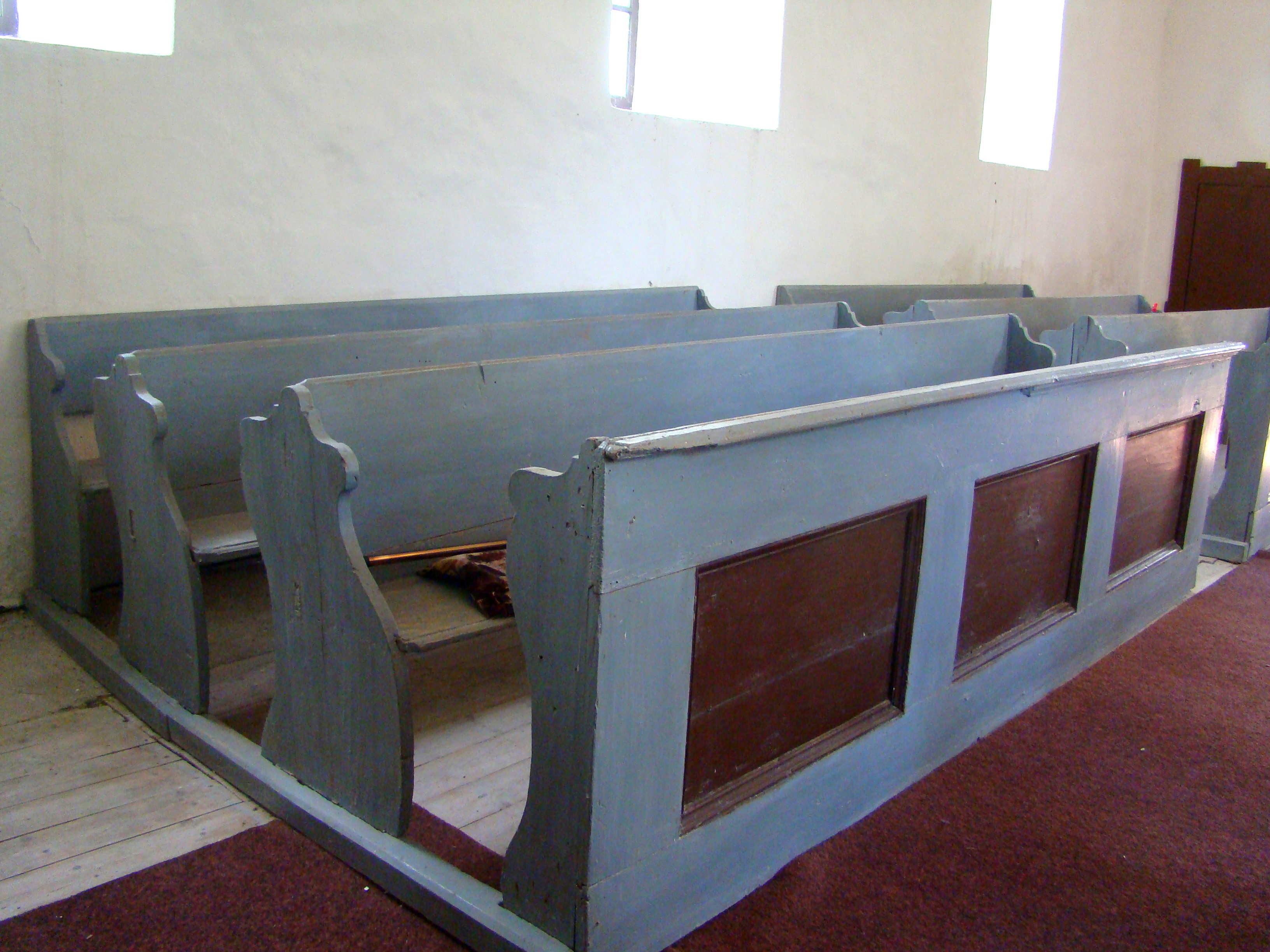
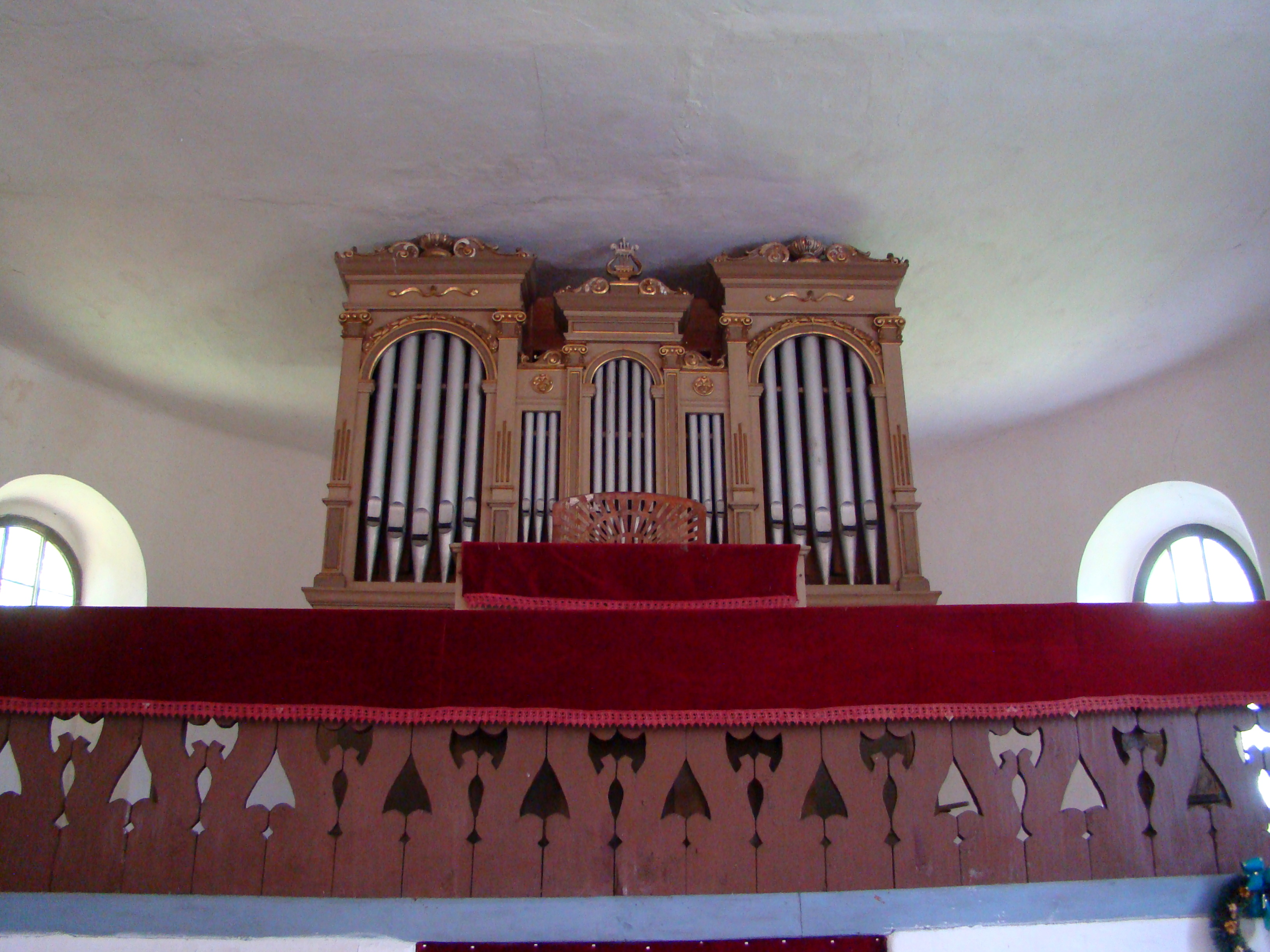
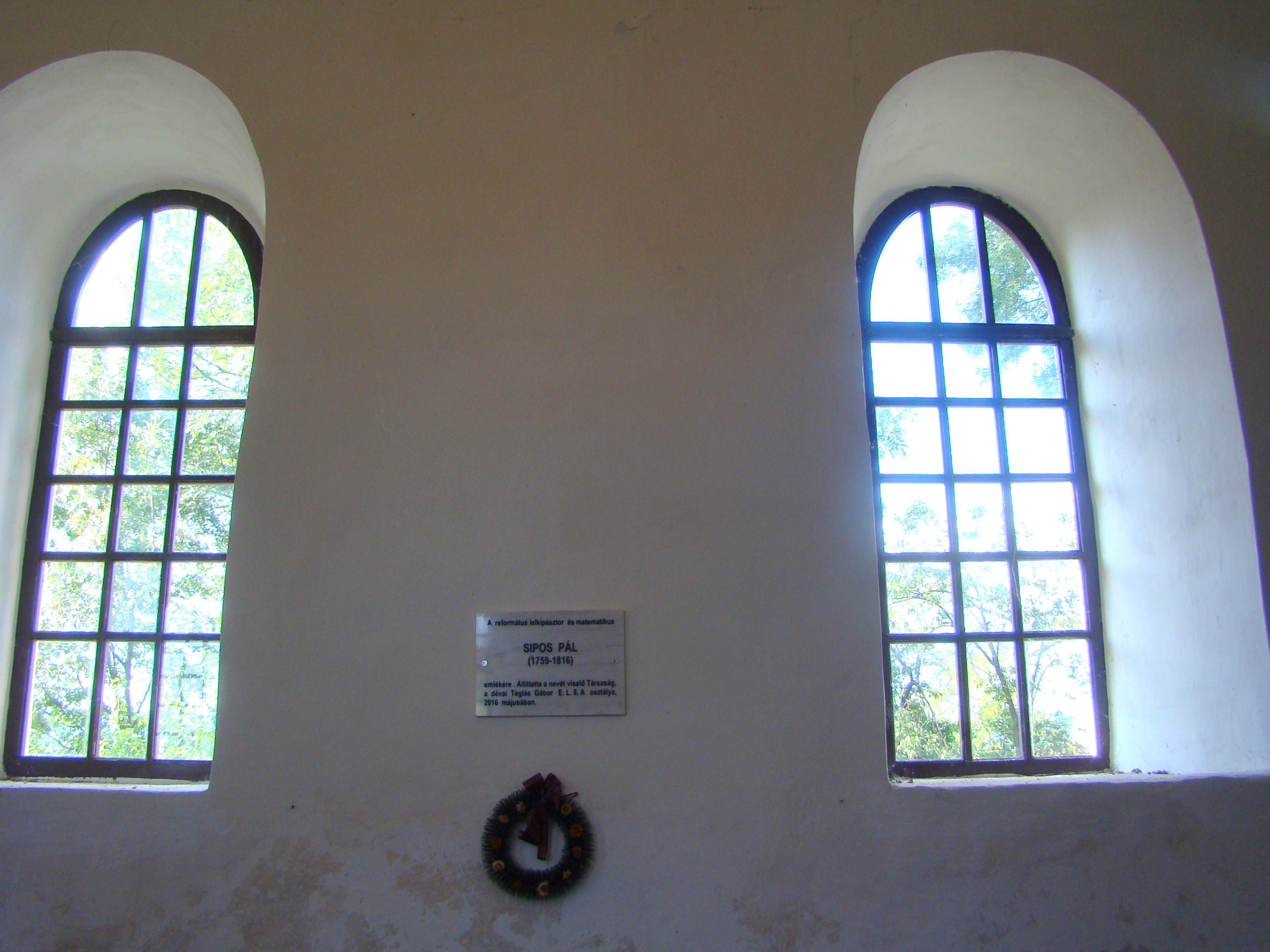
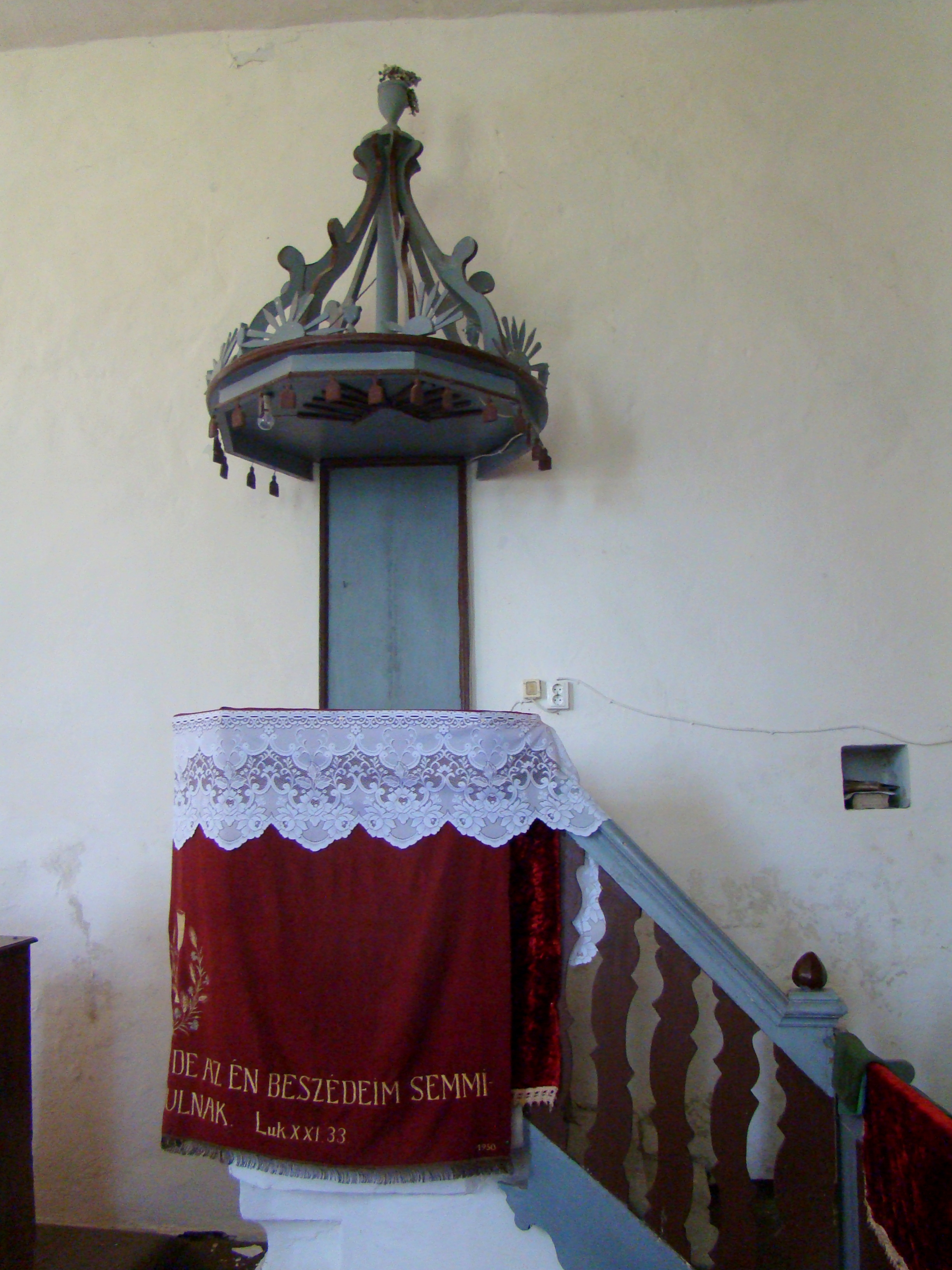
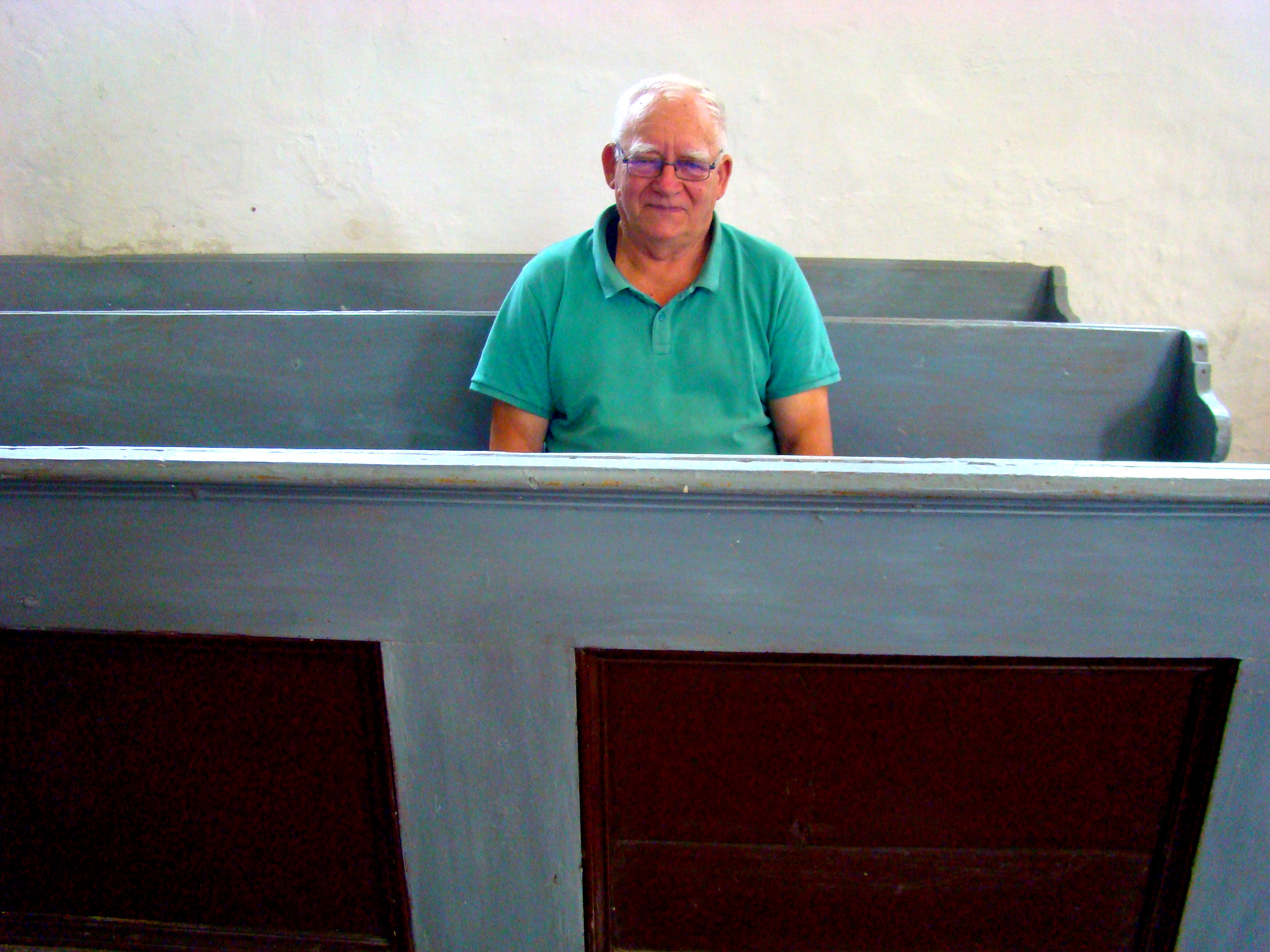
Curatorul bisericii: Bokos György
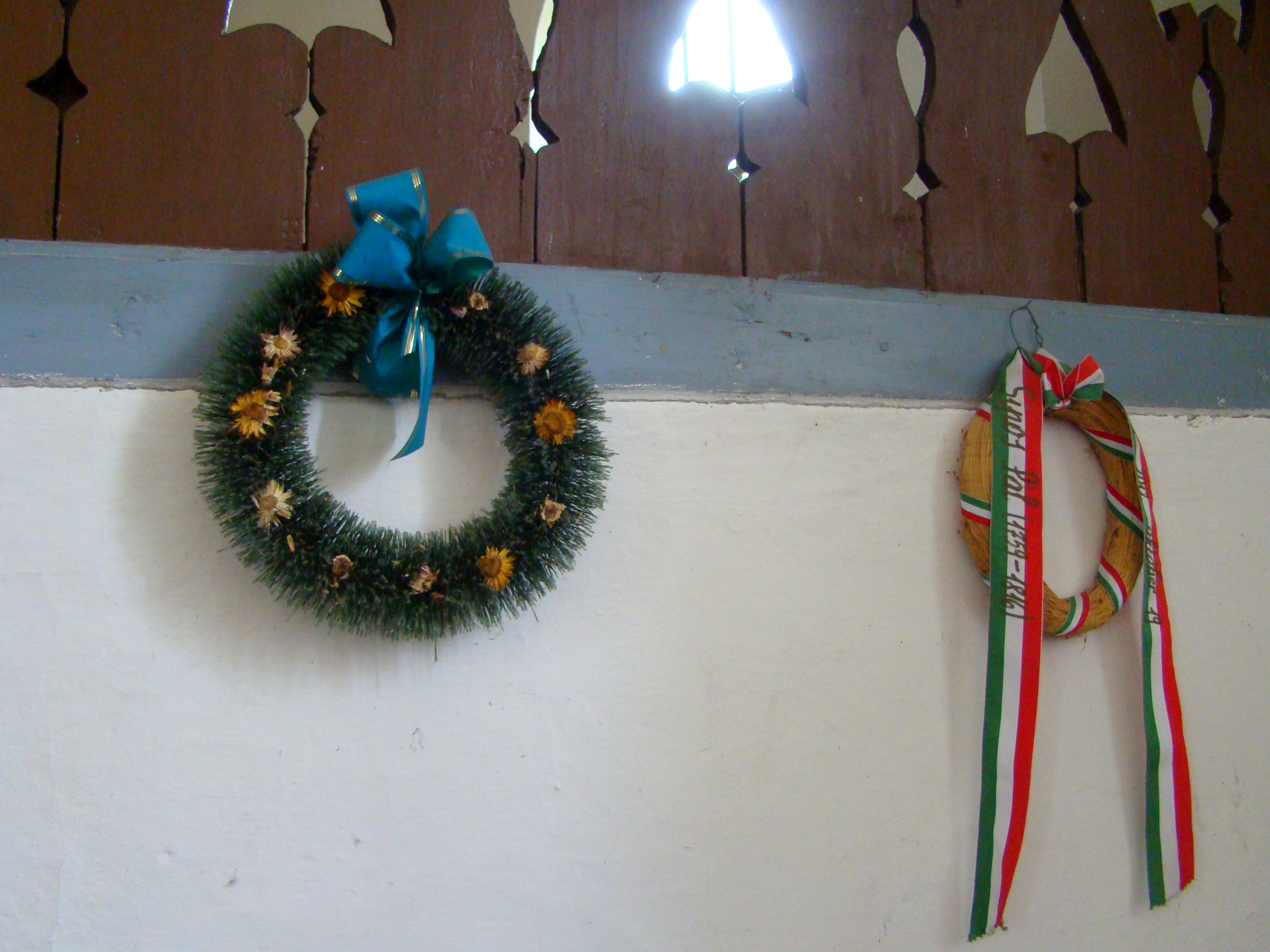
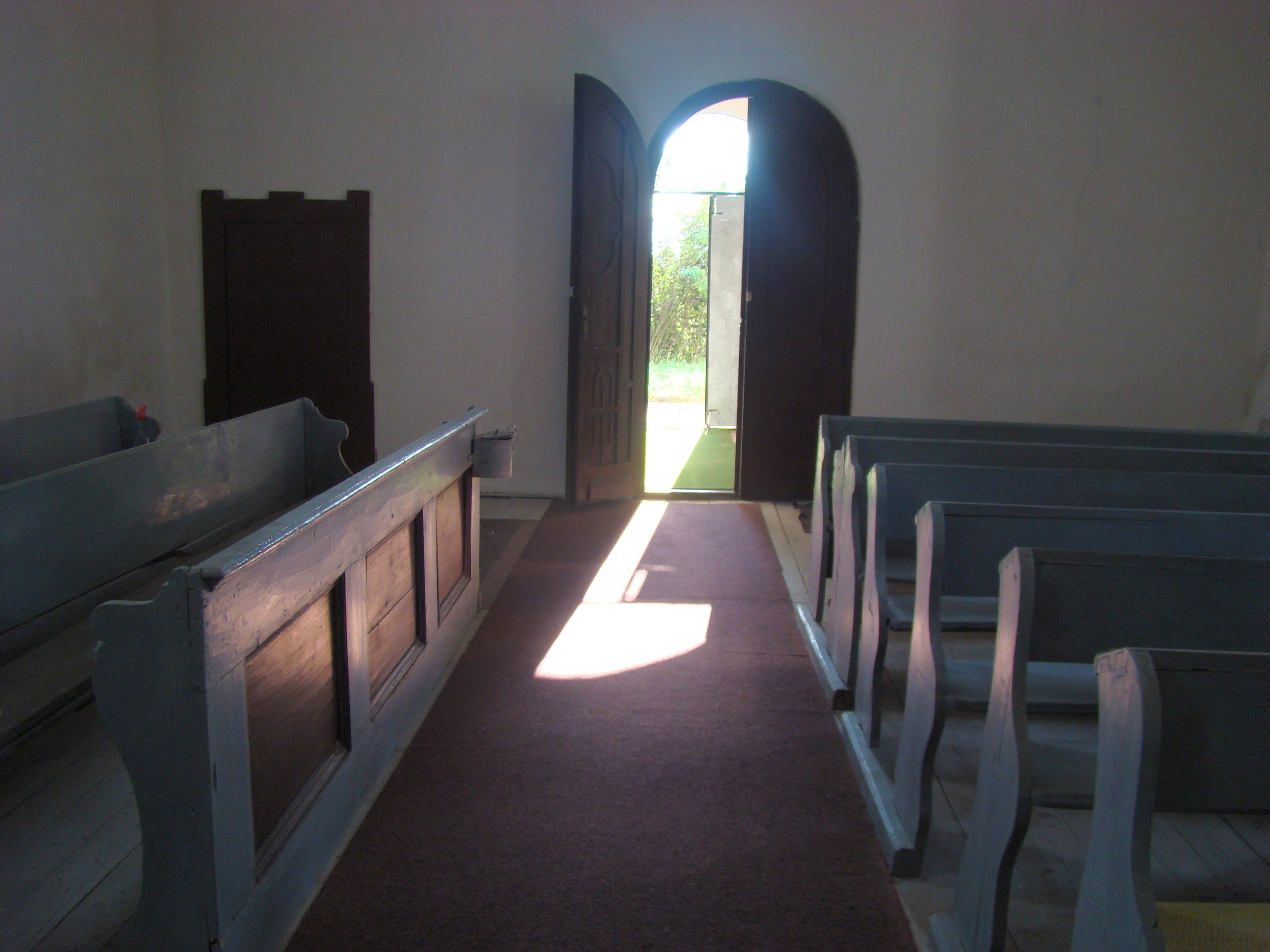
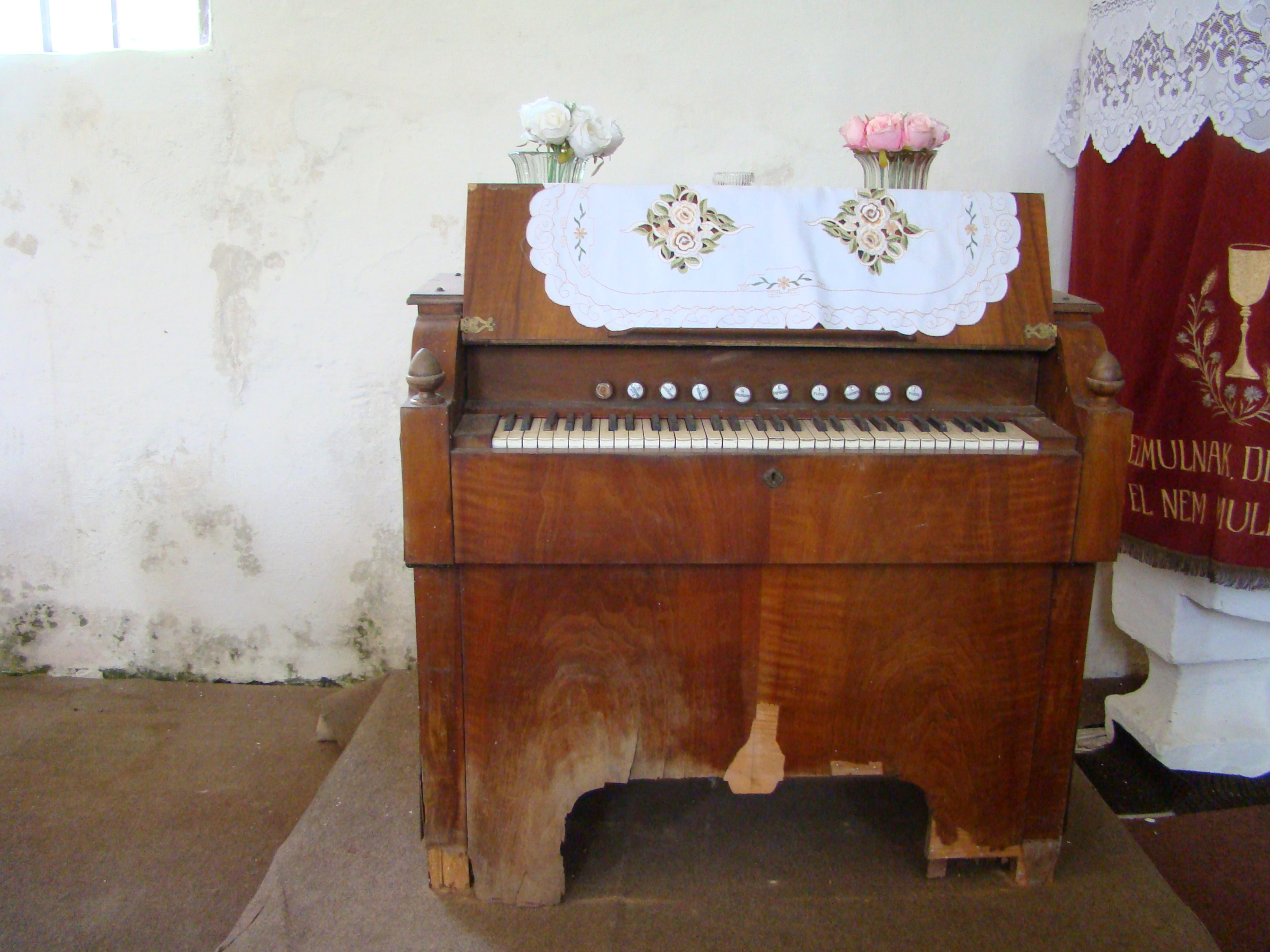
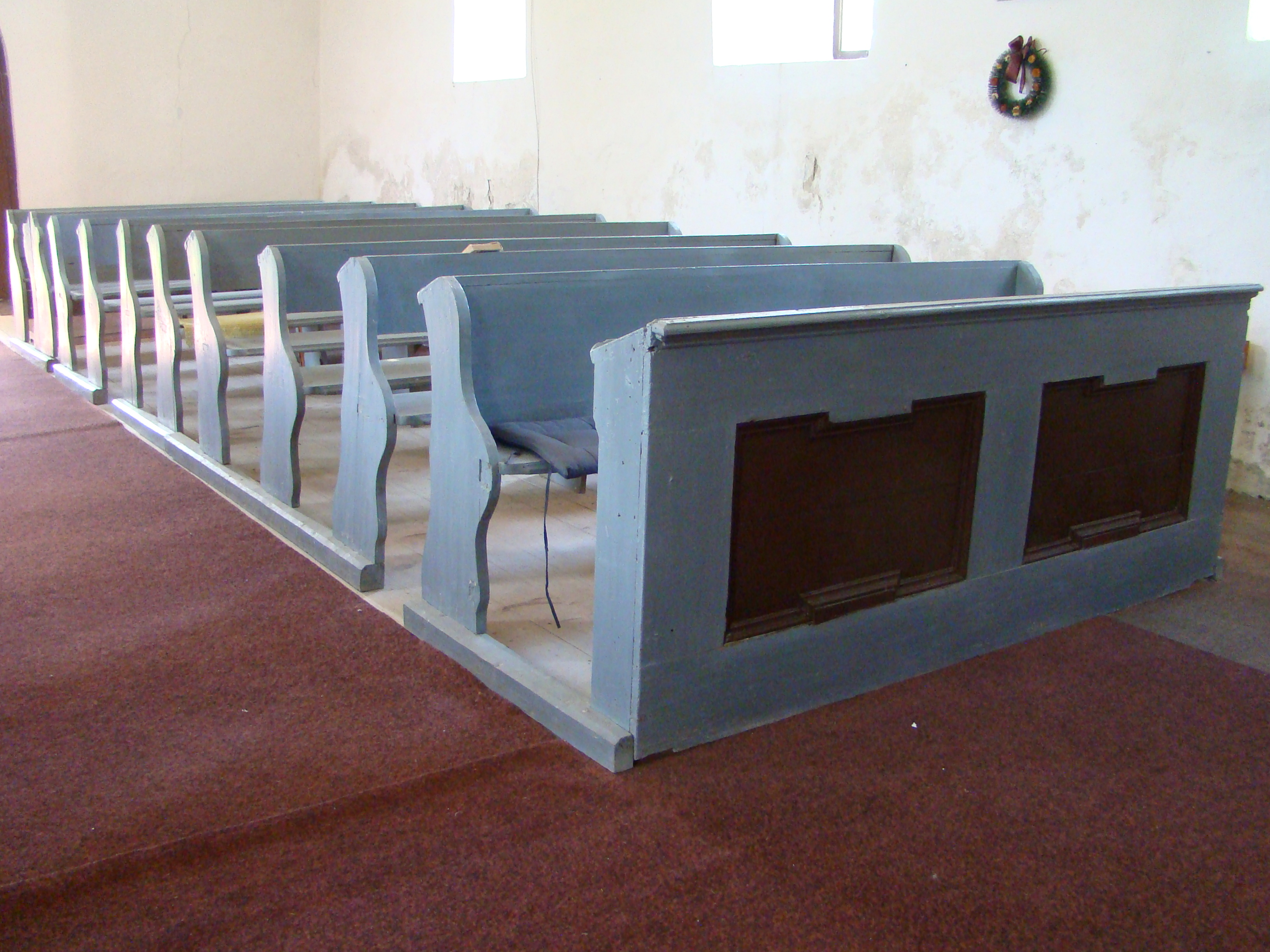
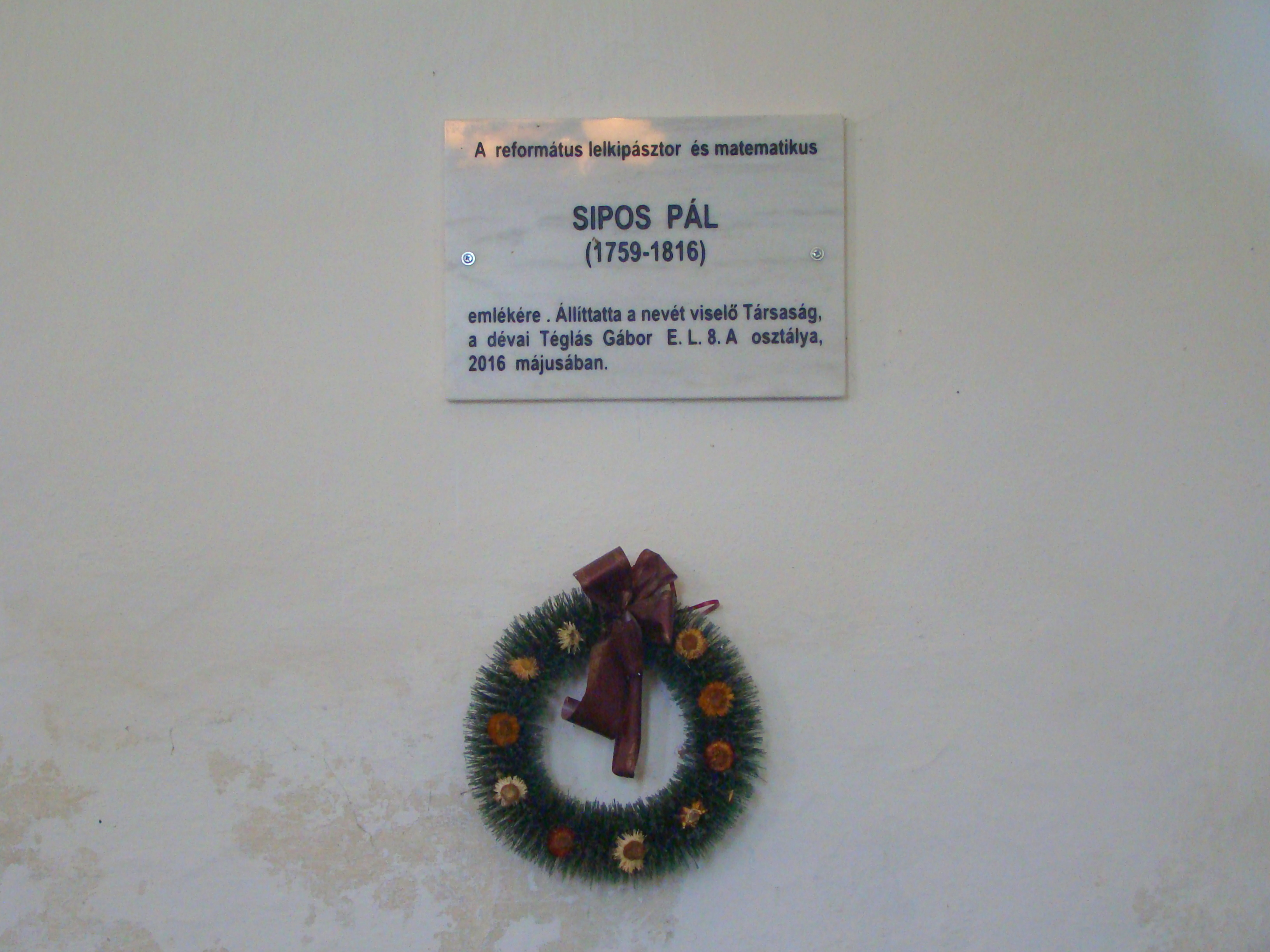
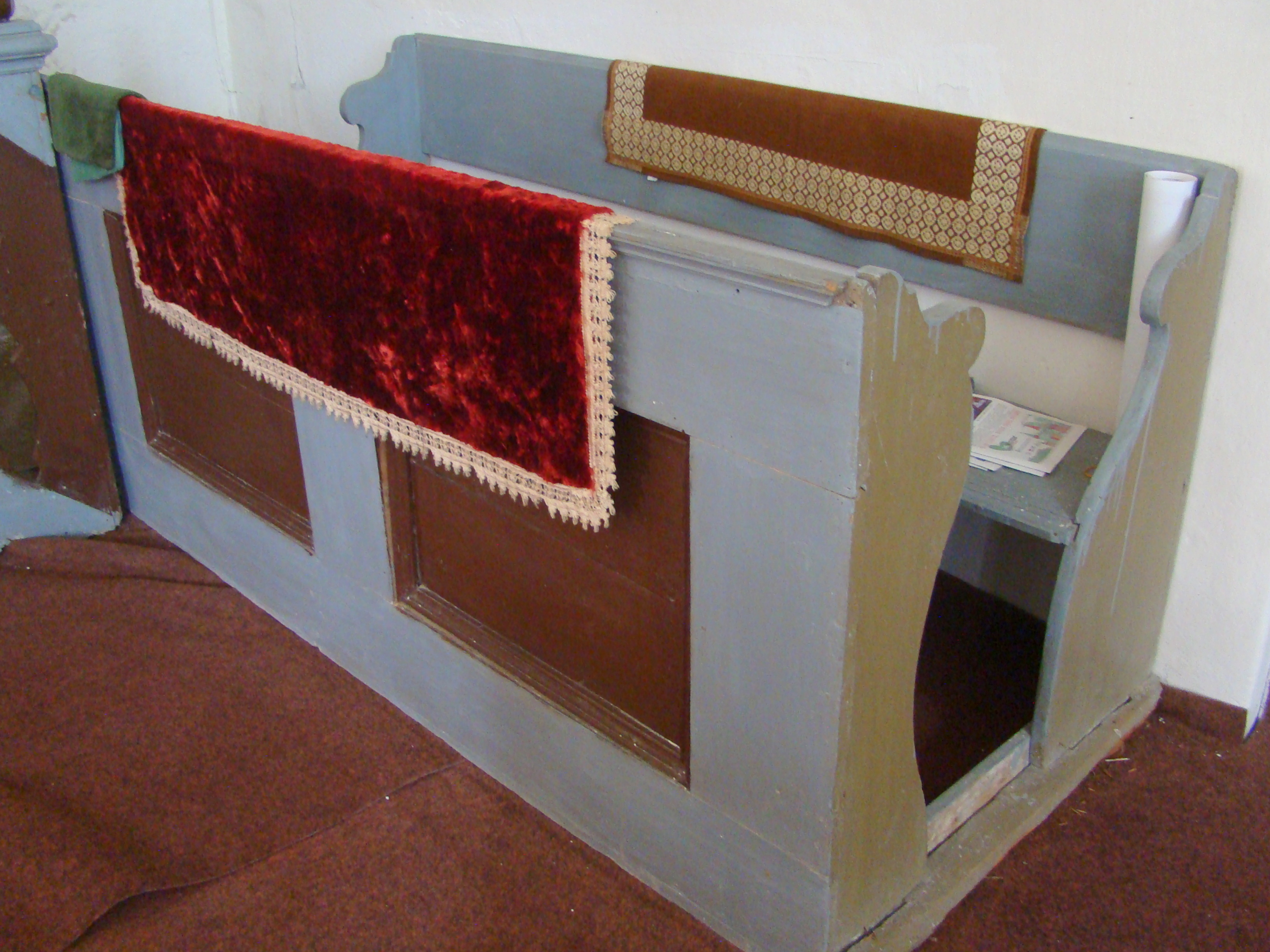